# Košíře

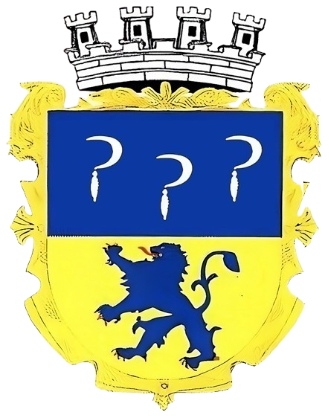
Znak bývalého města Košíře

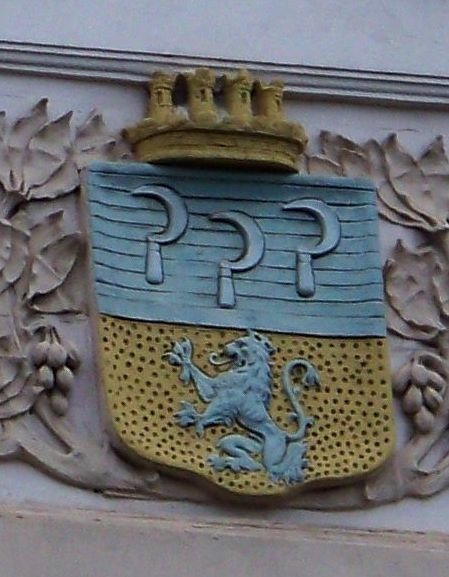
Znak samostatného města Košíře na budově radnice

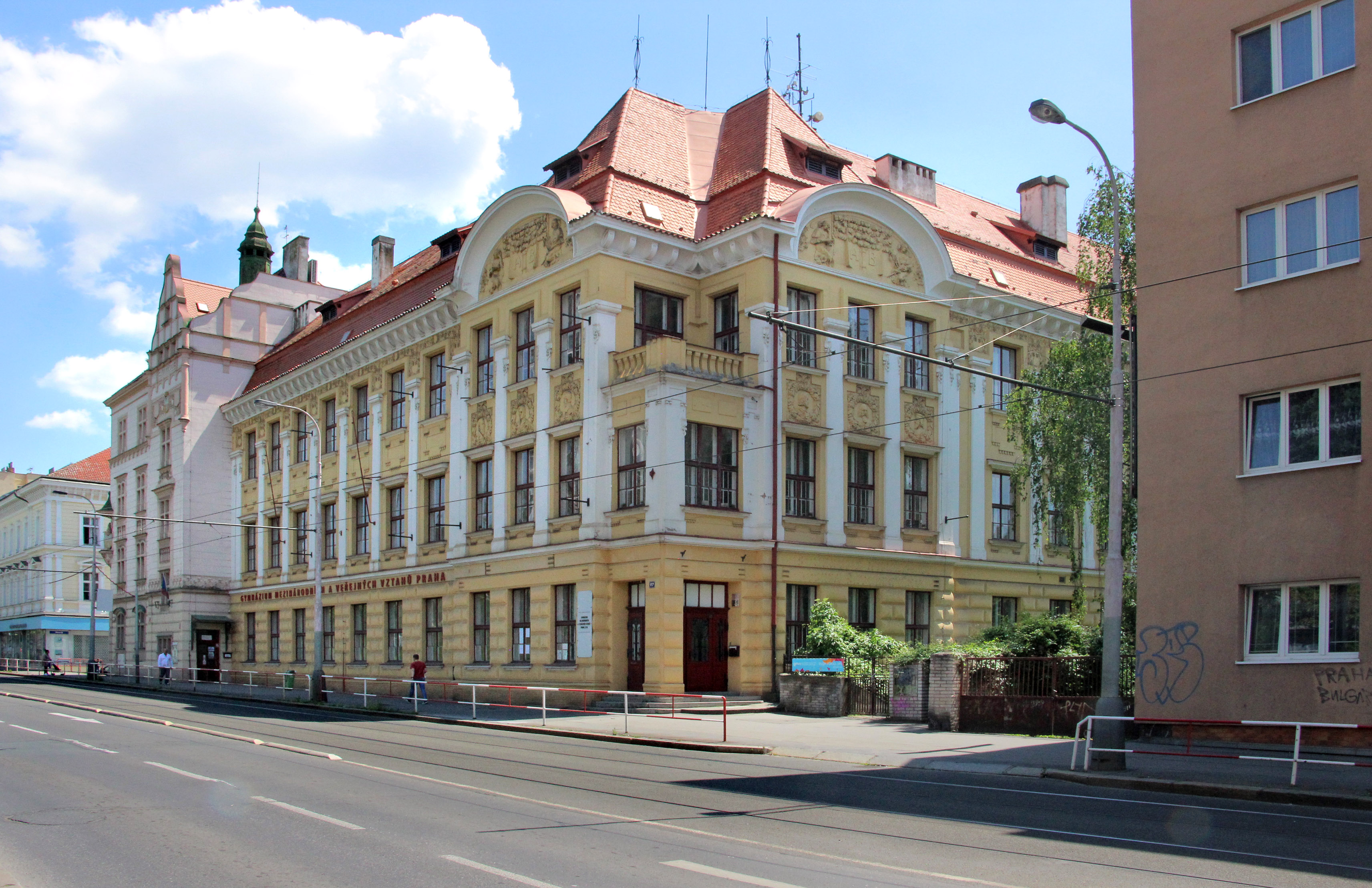
Košířská radnice a Gymnázium mezinárodních a veřejných vztahů v roce 2021 (zleva)

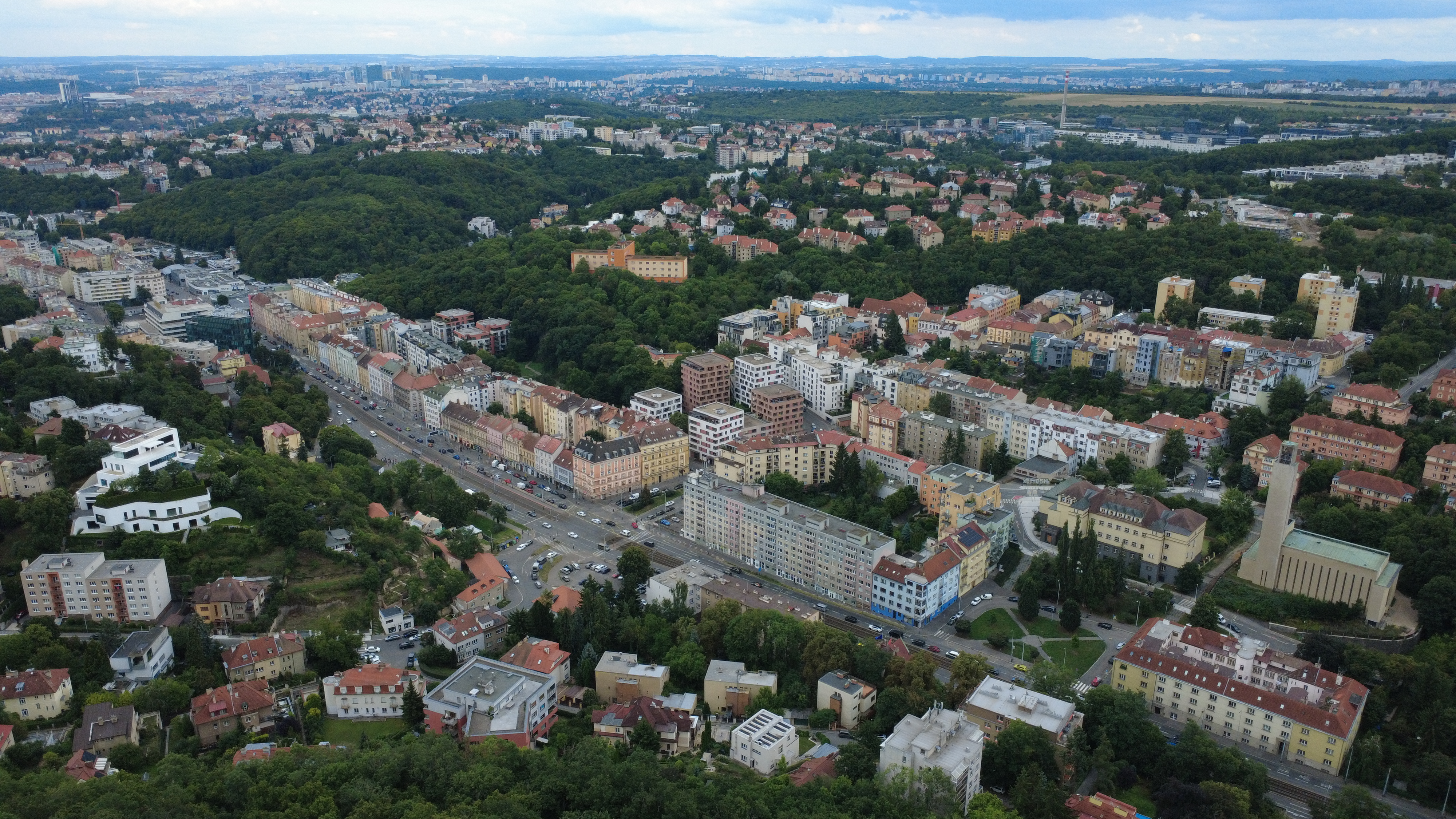
Pohled na Plzeňskou ulici (2025)

Košíře (německy Koschiř, popř. Koschirz; v letech 1939–1945 Körbern) jsou městská čtvrť a katastrální území v Praze. Nacházejí se v údolí (dnes zatrubněného) Motolského potoka na jeho pravém břehu. Na severu a na východě sousedí se Smíchovem, na západě s Motolem, na jihu s Jinonicemi a Radlicemi; jsou součástí městské části Praha 5.

## Stručná historie

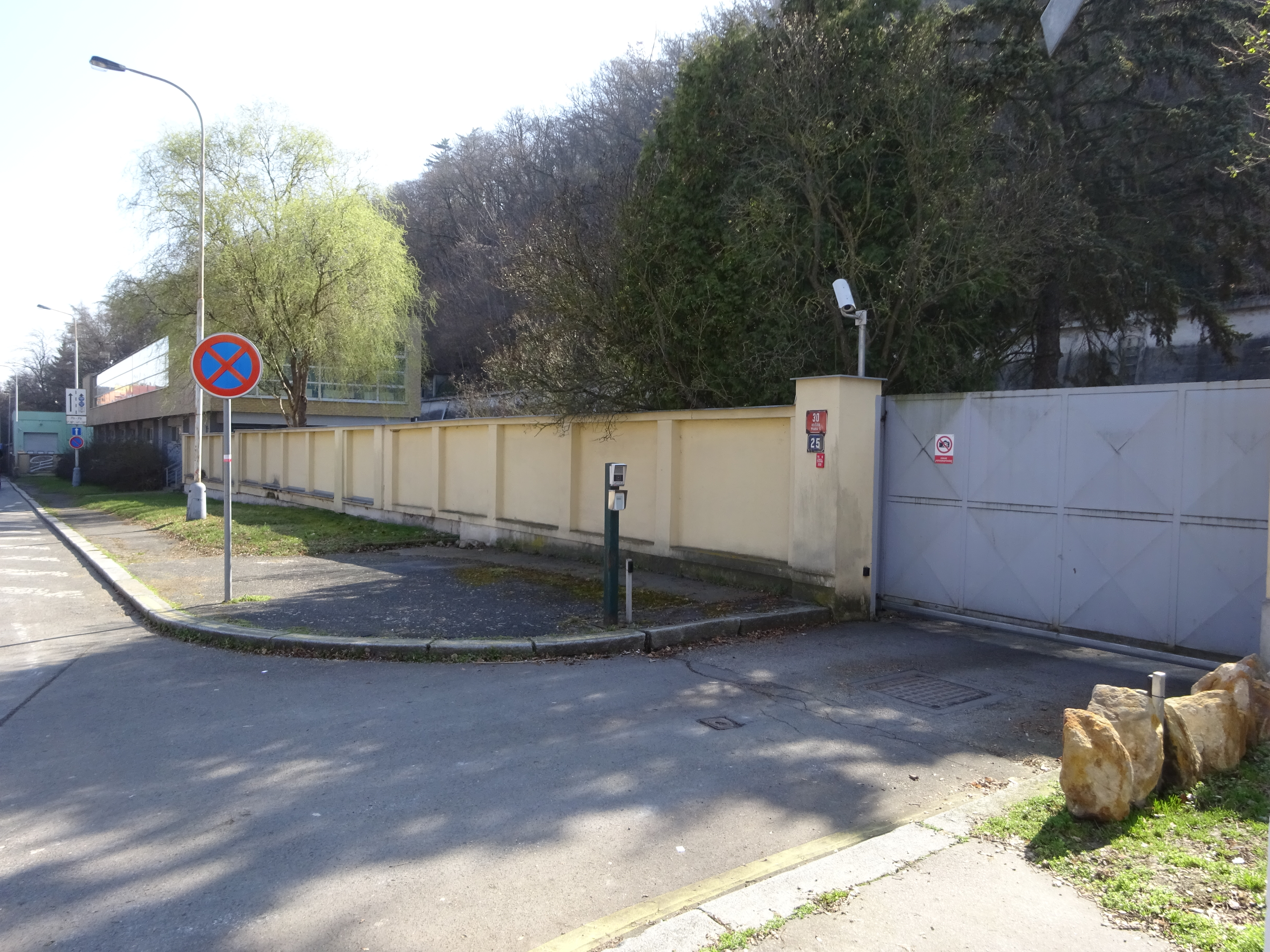
Bývalý Výzkumný ústav chemických zařízení (VÚCHEMZ), de facto Ústřední velitelské stanoviště Protivzdušné obrany státu (Duškova čp. 30/25)

Název Košíře se odvozuje od zhotovitelů košů ("Kosaři"). Proutí potřebné k pletení košů v dostatečné míře rostlo v okolí motolského potoka a kosířem (zahnutý nůž či srp) kosaři řezali proutí na košíky a košatiny. Za starodávna patřily koruně, obzvláště královně české. První písemná zmínka o Košířích je datovaná rokem 1114, avšak prokázaná zmínka o Košířích je z roku 1185, kdy Bedřich, kníže český na žádost své manželky Alžběty Uherské daroval plaskému klášteru jednoho člověka s usedlostí v Košířích a horu přiléhající k vesnici. Ve středověku náležely zdejší pozemky církvi a královské komoře. Za císaře Karla IV. tu byly zakládány vinice, které patřily pražským měšťanům. V následujících stoletích náležela tato obec různým šlechtickým rodům a část nejvyššímu purkrabství. V 16. a 17. století vlastnili Košíře Myslíkové z Hyršova, odkud někteří z nich rozšiřovali svůj predikát. Při dražbě v roce 1683 koupil Košíře (spolu se Smíchovem, Jinonicemi, Butovicemi aj.) Jan Adolf I. ze Schwarzenbergu. Centrem panství byl jinonický zámeček. V roce 1742 byly Košíře vypáleny, vinice i vše stromoví bylo zničeno spojenými francouzskými, bavorskými a saskými vojsky. Vyhořelá stavení už nikdo neopravoval, proto tu v roce 1785 zbylo pouhých 21 domů, v nichž žilo 132 obyvatel. Košíře byly až do druhé poloviny 19. století vesnicí, obklopenou vinicemi. V roce 1851 byly sloučeny se Smíchovem, ale v roce 1859 se staly samostatnou obcí.  Roku 1895 byly Košíře povýšeny na město se znakem a vlastní radnicí, která dodnes stojí na Plzeňské třídě. V červenci 1905 postihla Košíře blesková povodeň poté, co se rozvodnil Motolský potok a zasáhl domy ve svém údolí, především v nočních hodinách. Do dnešní podoby se začaly rozvíjet současně s rozvojem průmyslu na Smíchově (v Košířích bydleli dělníci smíchovských továren). V roce 1913 bylo v Košířích 265 domů, v nichž bydlelo 12293 obyvatel. V roce 1922 se Košíře staly součástí Velké Prahy. Kupodivu, ale nebyly včleněny do stejného městského obvodu jako Smíchov, jež se stal sídelní čtvrtí Prahy XVI, ale staly se sídelní čtvrtí nově vytvořeného obvodu Praha XVII, pod který pak jako vedlejší čtvrti patřily ještě Motol, Jinonice s Butovicemi.

## Charakter čtvrti
Košířská zástavba se rozkládá hlavně v údolí Motolského potoka a na severním svahu hory Vidoule (371 m n. m., přírodní památka vyhlášená v roce 1988). V údolí tvoří zástavbu zejména činžovní domy; na svahu pak stojí hlavně vily. V průběhu dvacátých let, po připojení k Praze, se Košíře velmi rychle rozrůstaly. Vznikaly zde nejen rodinné a nájemní domy, ale vznikala celá stavební družstva (např. Svépomoc, obecně prospěšné stavební družstvo pro stavbu rodinných domků v Košířích a okolí Pod Homolkou 42/13 a také Na Zámyšli čp. 33/6), která vytvářela jednotný charakter zástavby jak jižních tak severních svahů košířského údolí (pod Vidoulí). Během následujících 5 let již na katastru Košíř bylo přes 500 domů a počet obyvatel již přesahoval 20 tisíc.  Za první republiky byla na území Košíř vybudována rozsáhlá vilová čtvrť na Cibulkách. Protože byla košířská zástavba v zásadě dokončena před druhou světovou válkou, nebyla čtvrť zasažena masivní panelovou výstavbou pozdějších let. Na okraji Košíř (u Smíchova nedaleko Bulovky a Šalamounky) byla realizována krátce po válce výstavba rodinných domů (17 dvojdomů) a 11 nájemních domů v ulicích Urbanova a Mikšovského. V 70. a 80. letech zde přibyly nájemní a družstevní domy v okolí ulic Česká (dříve Čs. komsomolců), Černochova a Trachtova. V témže období byly stavebním družstvem (svépomocí) postaveny atypické terasovité domy pod Šmukýřkou ve svahu jižním směrem k Jinonické ulici. Jedná se o domy v ulici Pod Šmukýřkou čp. 1048-1050/2-6 v majetku jednotlivých Společenství vlastníků jednotek.
V Košířích se ale staví dosud; novostavby jsou na úbočí vrchu Vidoule a nebo v košířském údolí asanací starších domů. Nedaleko usedlosti Kavalírka byl postaven v roce 2020 bytový areál Victoria Košíře. Mezi ulicemi Vrchlického, Prachnerova a Hlaváčkova byla dokončena v roce 2019 rezidence Prachnerova a dále mezi ulicemi Vrchlického a Starokošířská bude v roce 2025 dokončen objekt Starokošířská avenue. Na místě bývalé zahrádkářské kolonie a bývalého, krytého plaveckého bazénu Košíře (dřívější Bazén ZPA Košíře z konce 70. let byl v roce 2000 uzavřen kvůli uplatňování restitučních nároků na pozemky pod ním. Od té doby bazén postupně chátral, až byl nakonec v roce 2003 stržen), které byly nad železniční tratí a mezi ulicemi Na Pomezí, Beníškové a Lerausovou, vznikly rezidenční projekty Sakura (2019) a Top Rezidence Pomezí (2024). Nedaleko usedlosti Šmukýřka se staví v ulici Na Stárce Viladomy Košíře s termínem dokončení v roce 2026. Také v okolí usedlosti Turbová vznikají bytové domy Turbová. Mezi ulicemi Plzeňská a Starokošířská byla v roce 2022 postavena administrativní budova Košířská brána. V soutěži Estate Awards a v kategorii „Komerční office projekt roku“ obsadila tato stavba 3. místo. V prestižní soutěži Best of Realty, v kategorii „Nová administrativní centra“ projekt Košířská získal úžasné 4. místo. Stavba se vyznačuje výjimečnou architekturou a nápadným zlatavým designem, i důrazem na variabilitu prostor a kvalitu vnitřního prostředí. V objektu mimo komerčních firem sídlí i Pošta Praha 56.
Na přelomu 20. a 21. století vznikla i řada administrativních a obchodních staveb. Na souběhu ulice Plzeňské a Vrchlického byla postavena centrála soukromého poskytovatele zdravotní péče AGEL (AGEL Tower, Vrchlického 1350/102) a vedle byla Pošta Praha 120 s celním úřadem a pobočkou Poštovní spořitelny, postavená počátkem 80. let (Plzeňská 290/139). Brutalistní stavba podle návrhu Jindřicha Malátka a Václava Aulického byla postavená v letech 1980 - 1983 a tvořila objemovou dominantu v území. V roce 2021 byl provoz pošty ukončen a v roce 2023 prošel objekt kompletní rekonstrukci. Od roku 2024 je zde 4-hvězdičkový hotel Post 120 Suites (Vrchlického 290/100). Na rohu ulic Plzeňská a Jinonická byly asanovány původní 3 objekty včetně „Pivnice Na rozcestí“ a vznikla zde v roce 2015 novostavba (Jinonická čp. 1317/1) Domov pro seniory se zdravotní a sociální péčí (SeneCura SeniorCentrum Klamovka). Nabízí 116 lůžek v kombinované službě "Domov pro seniory" a "Domov se zvláštním režimem". Dále po Vrchlického jsou obchodní prostory a servisy Porsche Praha-Smíchov (Škoda, VW, Audi) a Lamborghini Praha vč. vozů Bentley (Vrchlického čp. 18/31 a Jinonická čp. 18/9). Autodílny ve Vrchlického čp. 65/27 (tehdy Třebízského 65) měla již v 50. letech společnost Pragostav (Československé stavební závody). Pokračovatelem těchto dílen je Autoservis, pneuservis a ruční myčka. V objektu Vrchlického 1306/5a sídlí společnost Proklima stínící technika (žaluzie, rolety, markýzy, pergoly atp.). V ulici Na Popelce čp. 16/2 v bývalém Pivovaru Košíře sídlí Národní bezpečnostní úřad. V blízkosti byl postaven i další, nový objekt tohoto úřadu (souběžně s ul. Donátovou). V Košířích jsou i zastupitelské úřady, Velvyslanectví Kubánské republiky (Jinonická čp. 762/14) a Velvyslanectví Království Saúdské Arábie (U Vojanky čp. 1271/21).
Západní část Košíř pak tvoří zejména přírodní park Košíře-Motol s bývalou viniční usedlostí Cibulka, podle které lesopark bývá místními někdy též označován (Na Cibulkách) a sportovními areály.
Pro školství byla a je významná usedlost Klamovka, stojící na místě bývalých vinic. Počátkem 20. let byla usedlost využívána jako Městské jesle v Košířích na Klamovce čp. 154 (dnes Podbělohorská 154/3, Klub Klamovka). Vedle Klamovky (Podbělohorská 2185/1) byl vystavěn nový objekt, který slouží jako mateřská škola do současnosti. Mateřská škola v Košířích byla ve Školské ulici čp. 152 (dnes Pod Radnicí 152/3). V tomto objektu byla i I. a II. obecná škola chlapecká. V tomto objektu sídlí Mateřská škola Montessori. Měšťanská škola chlapecká v Košířích byla na Plzeňské čp. 39 (dnes 39/117) a na stejné adrese působila i Měšťanská škola dívčí a I. obecná škola dívčí v Košířích. Školskému účelu slouží doposud. Je zde Gymnázium mezinárodních a veřejných vztahů Praha, s.r.o., které jako soukromá vzdělávací instituce, vzniklo v roce 2005/2006. II. obecná škola dívčí se nalézala poblíž usedlosti Popelka, v Košířích čp. 305 (Na Popelce 305/15). Tento objekt využívala počátkem 21. století stavební společnost NATO Praha. Základní školy jsou v Košířích tři: ZŠ Pod Radnicí č.p. 315/5 s pobočkou V Cibulkách 1266/26a (do roku 2024, potom přestěhována do objektu Nepomucká č.p. 1264/3), ZŠ Nepomucká (Nepomucká čp. 139/1) s pobočkou v horní části Košíř (Beníškové čp. 1258/1) a Základní škola a mateřská škola Weberova (Weberova čp. 1090/1). Gymnázium Nad Kavalírkou čp. 100/1 vzniklo v roce 1992 přejmenováním Gymnázia Nad Turbovou (stejný objekt). V 50. letech neslo název 3. střední škola. Je to samostatný objekt s velkou zahradou ve vilové části Košíř, tedy uprostřed parkové zeleně s nádherným výhledem na Prahu. Zřizovatelem je Hlavní město Praha (Magistrát hl. m. Prahy). 
Na území Košíř byl vybudován vojenský objekt označený kvůli utajení zkratkou fiktivního výzkumného ústavu VÚCHEMZ („Výzkumný ústav chemických zařízení“). Objekt Duškova čp. 30/25 byl vystavěn na přelomu 50. a 60. let (větší část byla pod kopcem Černý Vrch, na jehož vrcholu je radiový vysílač). Od září 1961 zde bylo Ústřední velitelské stanoviště Protivzdušné obrany státu (PVOS) vč. jeho Povětrnostní skupiny a dalších složek, a to až do května 1981. Nacházel se naproti historickému Malostranskému hřbitovu v podzemních prostorech kopce i pod Husovými sady. Z důvodu utajení své existence na rušném místě uvnitř města působil tento objekt navenek s legendovým krycím názvem Výzkumný ústav chemických zařízení – VÚCHEMZ. Od 1. května 1981 byla PVOS přemístěna do nového objektu v posádce Brandýs nad Labem – Stará Boleslav, lokalita Hlavenec v lese, přičemž původní zodolněný podzemní objekt  v Praze-Košířích plnil dále funkci částečně obsazeného Záložního ÚVS PVOS. V roce 2017 bylo v uvedeném objektu Řídící centrum Magistrátu Hlavního města Prahy, ale objekt i pozemek nadále patří Agentuře hospodaření s nemovitým majetkem MO - Oddělení územní správy nemovitého majetku Praha.
V ulici Naskové 1 bylo v letech 2000–2006 hlavní sídlo internetového portálu a vyhledávače Seznam.cz a od 2006 potom ve smíchovské ulici Radlická. Ulice Naskové a další v horní část Košíř mezi Cibulkou, Šmukýřkou a Kavalírkou (bývalé filmové ateliéry) nesou názvy pro významných pracovnících kultury (divadlo, film, dabing, opera), např. ul. Naskové (Růžena Nasková), Vejražkova (Vítězslav Vejražka), Karenova (Bedřich Karen), Lukavského (Radovan Lukavský), Beníškové (Otýlie Beníšková), Průchova (Jaroslav Průcha), Smolíkova (František Smolík), Vášové (Marie Vášová), Štěpánkova (Zdeněk Štěpánek), Lerausova (Vladimír Leraus), Destinové (Ema Destinová), Nedošínské (Antonie Nedošinská) atd.
V polovině 2. dekády 21. století bydlelo v Košířích na ploše 3,23 km² přes 14 000 obyvatel.

## Galerie Architektura

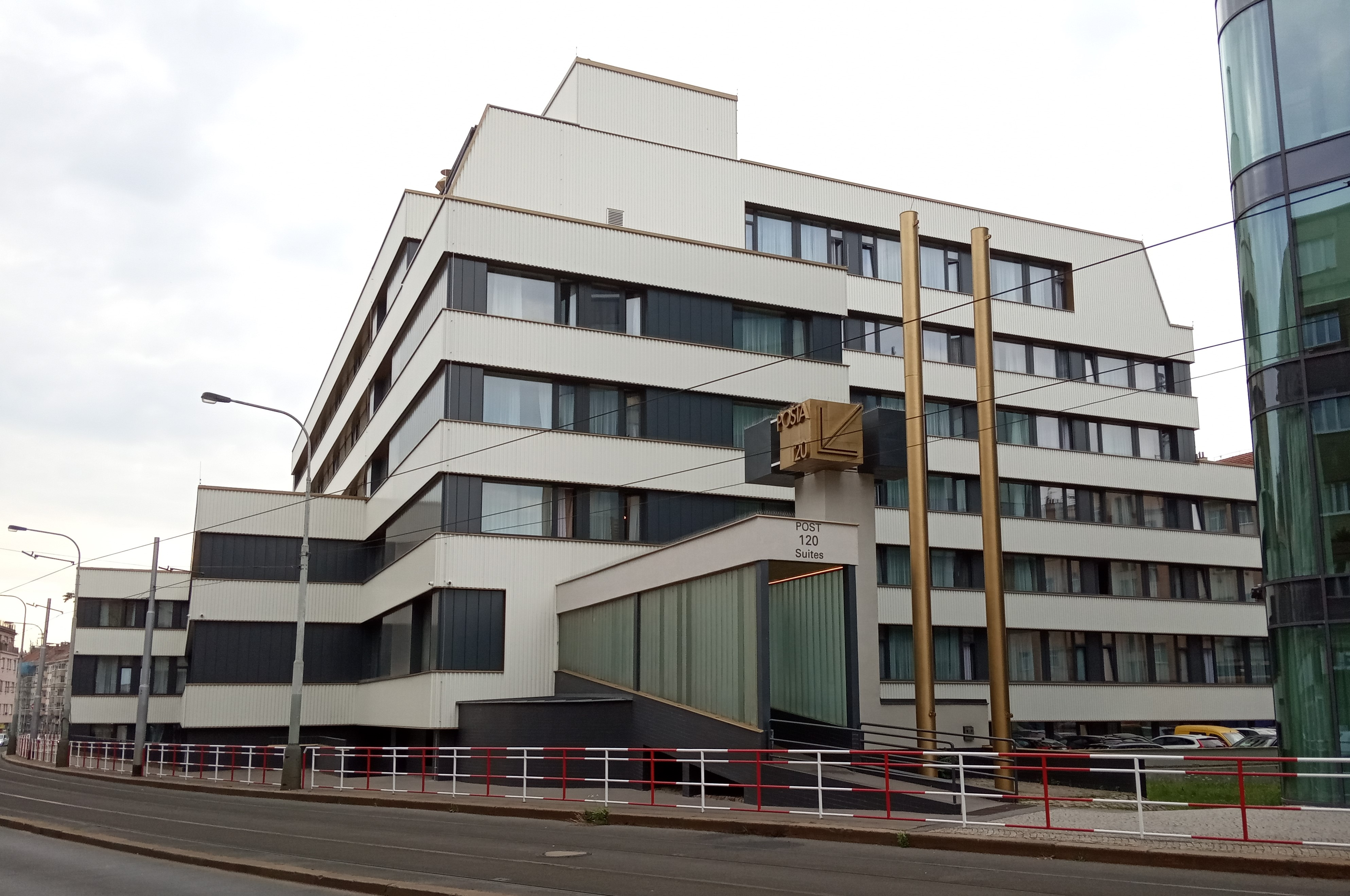
Hotel Post 120 Suites (Plzeňská 290/139, Vrchlického 290/100 ) a vpravo AGEL Tower (částečně) v roce 2024
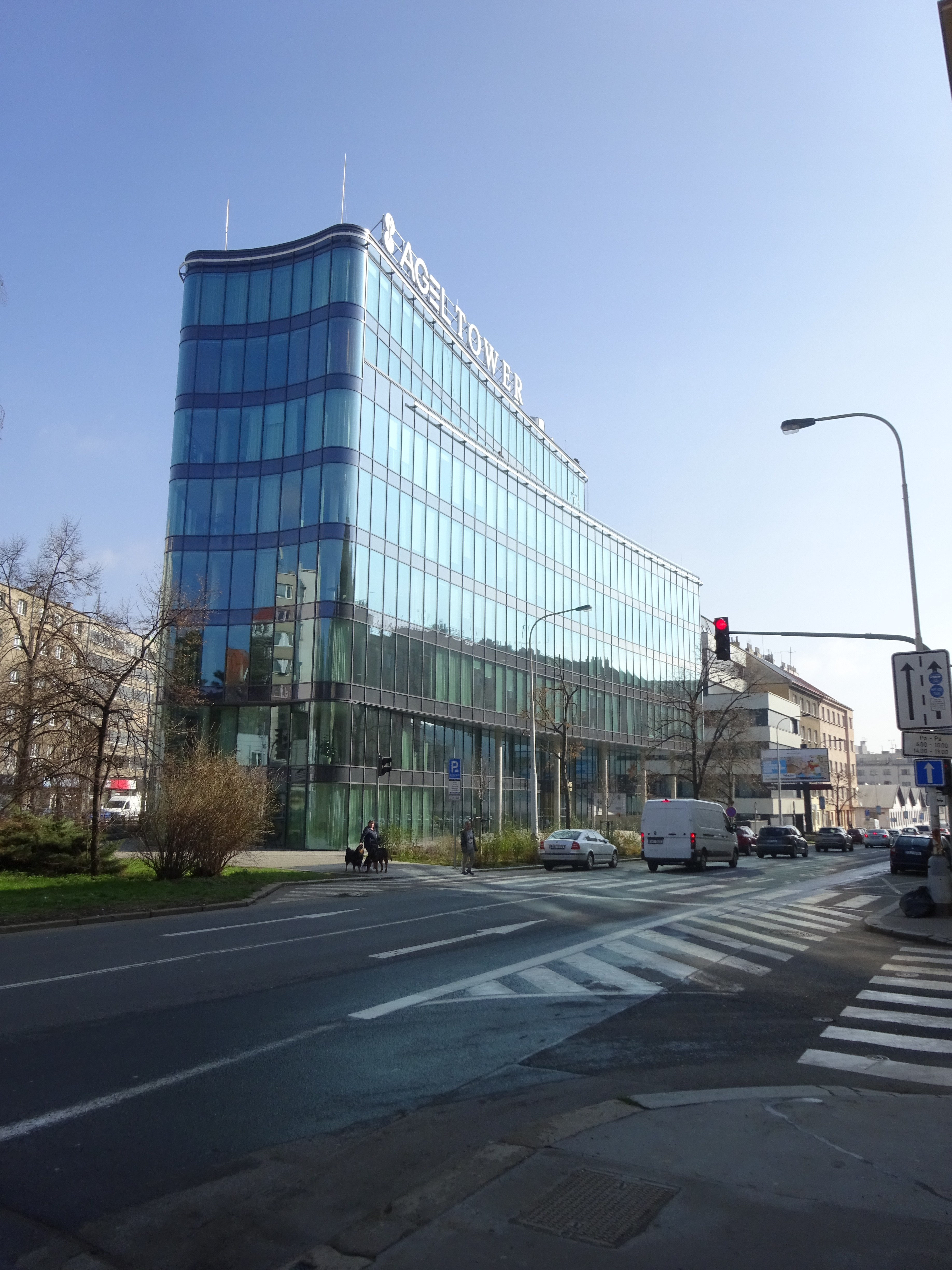
AGEL Tower (Vrchlického 1350/102)
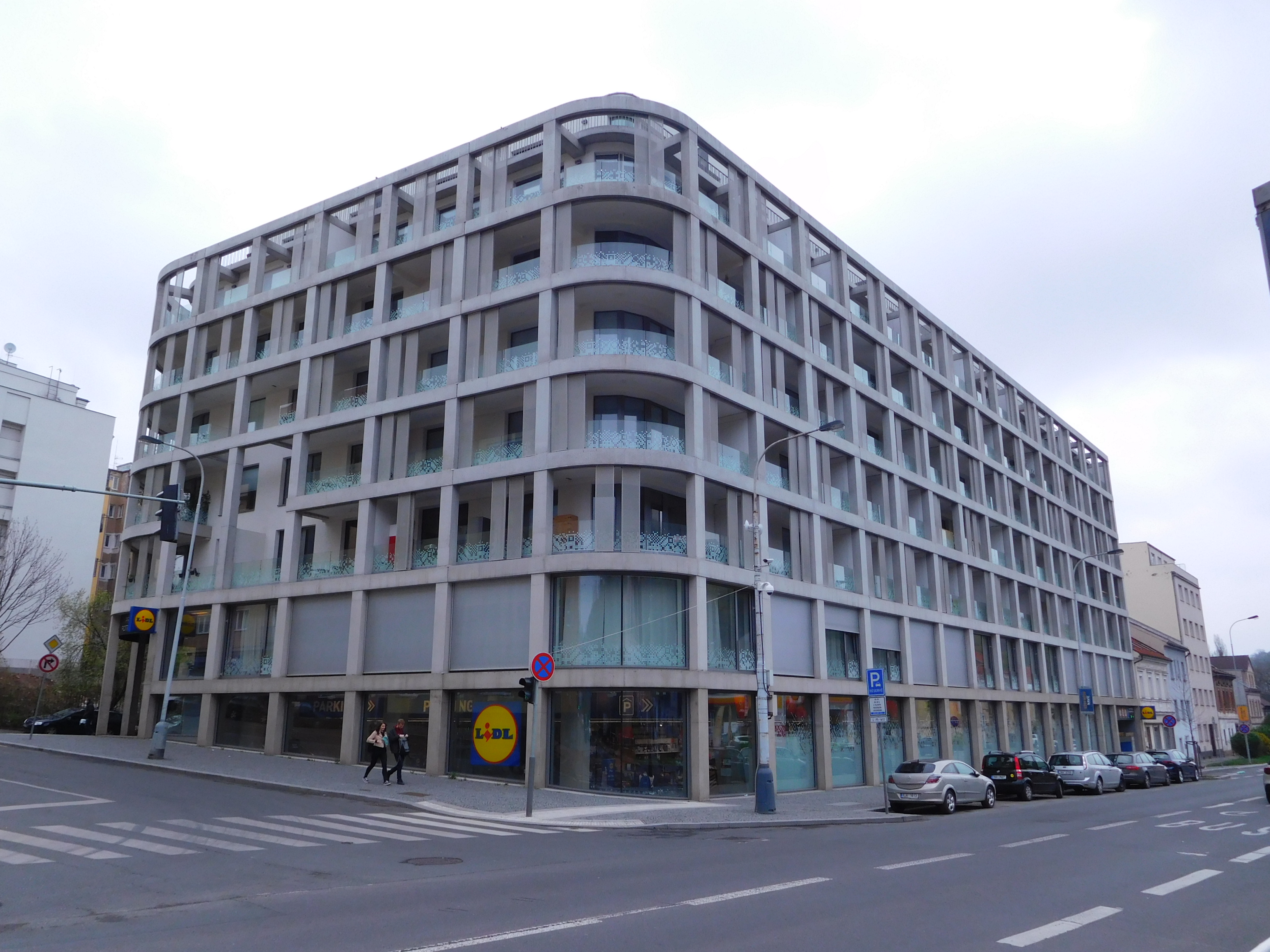
Rezidence Prachnerova, Hlaváčkova 19 (2021)
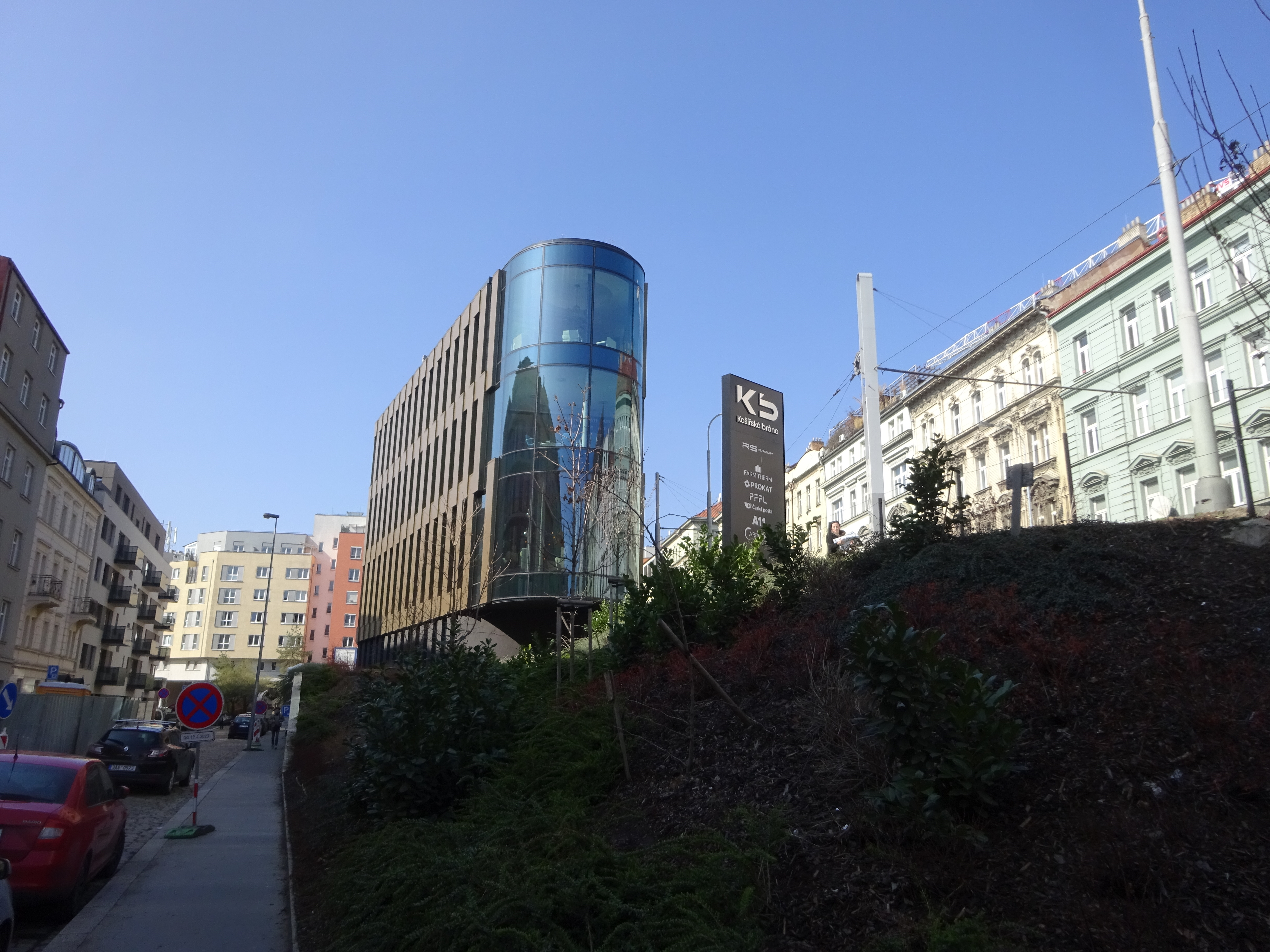
Košířská brána (Plzeňská 1348/95)
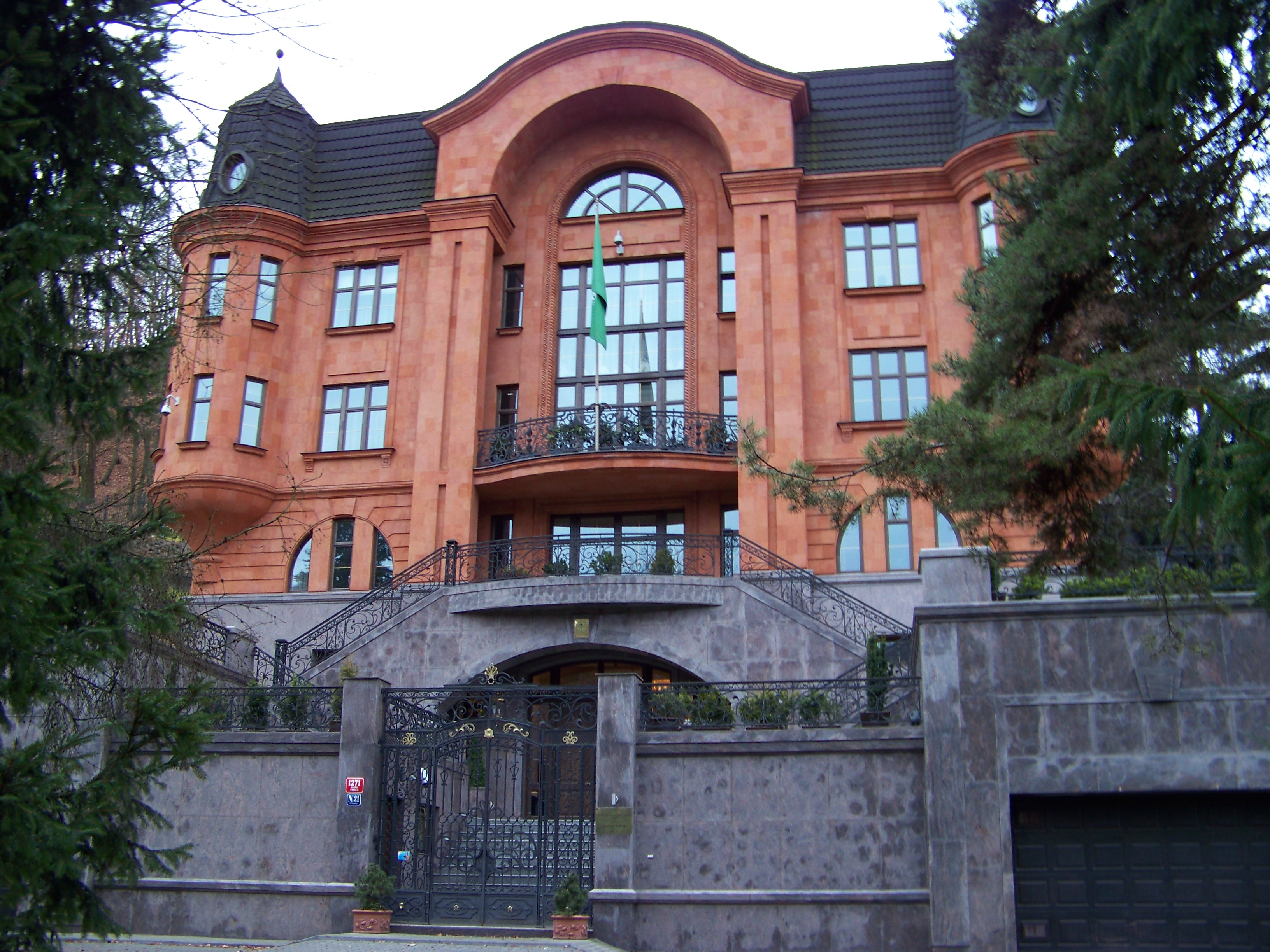
Velvyslanectví Království Saúdské Arábie (U Vojanky 1271/21)
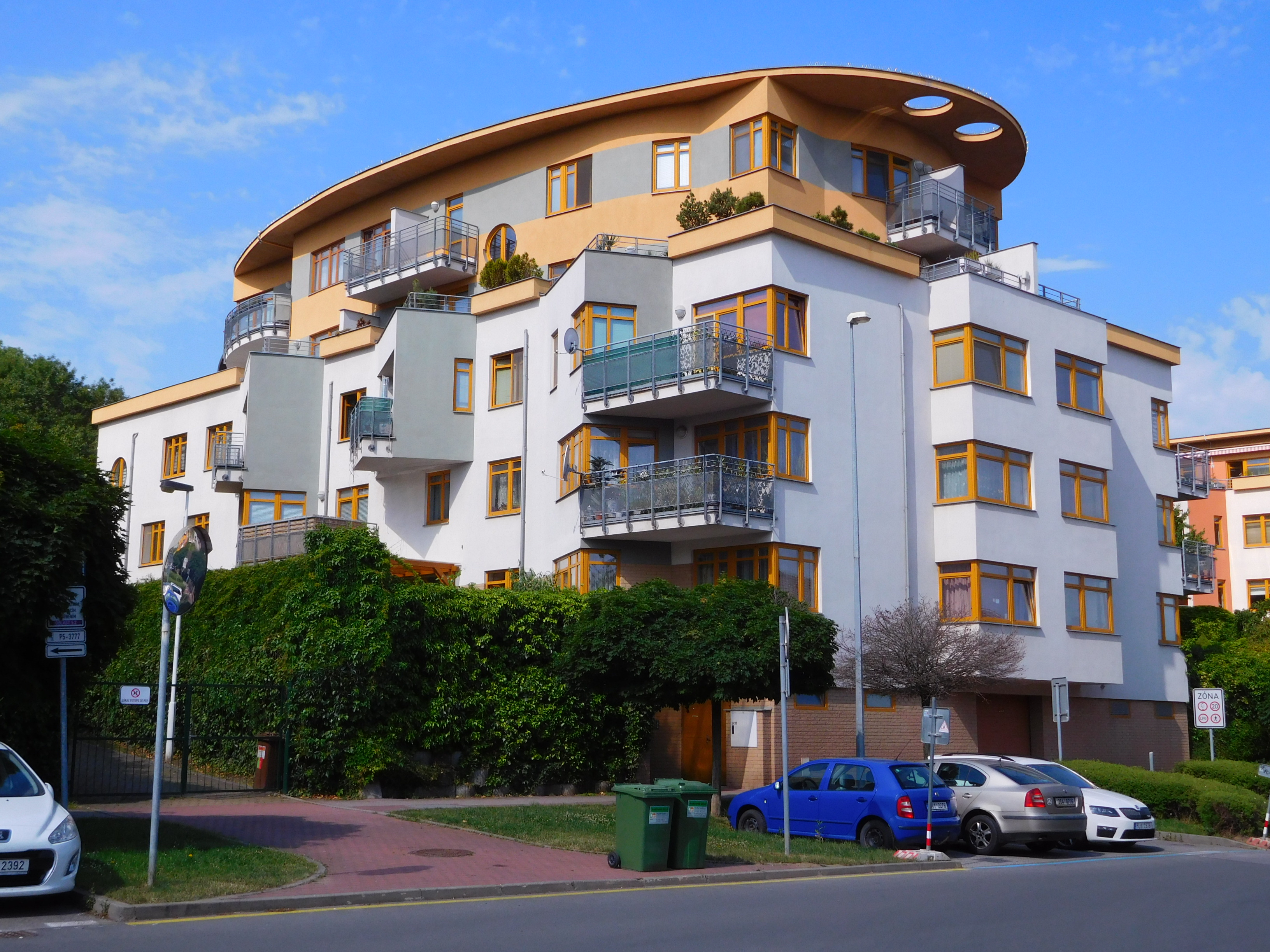
Projekt Sakura, Naskové 1230/1a
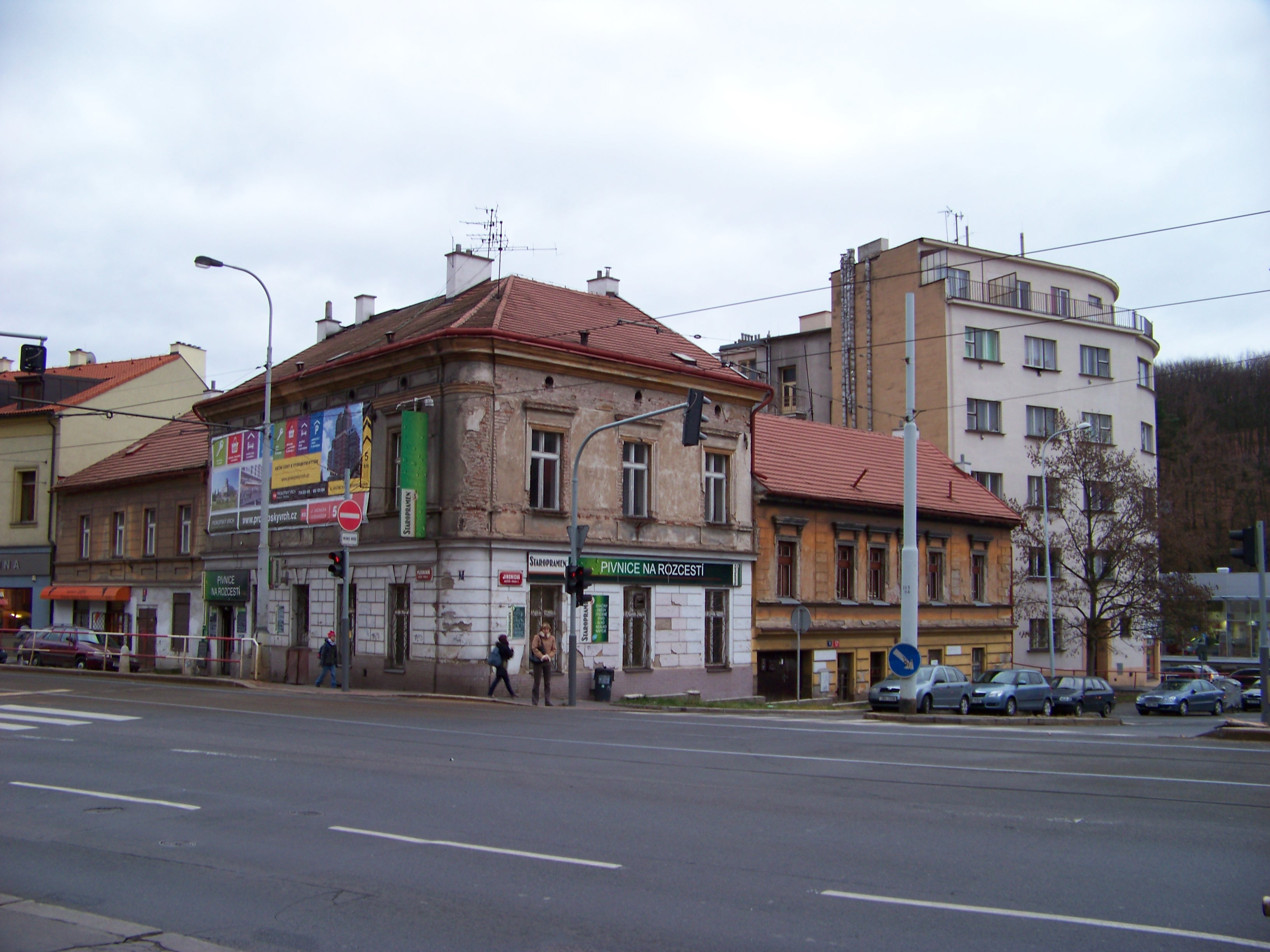
Bývalá pivnice Na rozcestí Plzeňská 16/Jinonická 16/1 (2011)
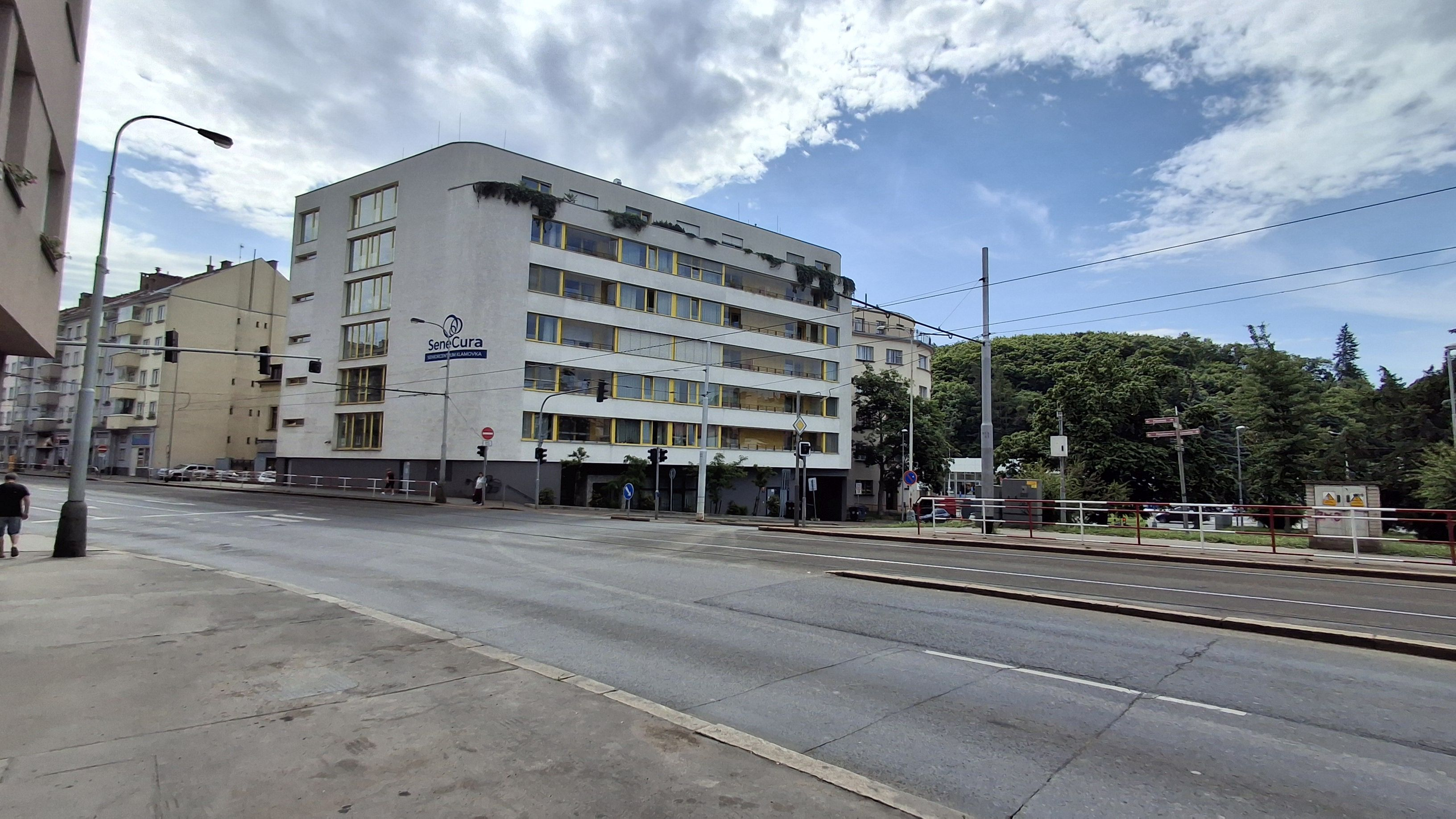
Domov pro seniory se zdravotní a sociální péčí (SeneCura SeniorCentrum Klamovka)
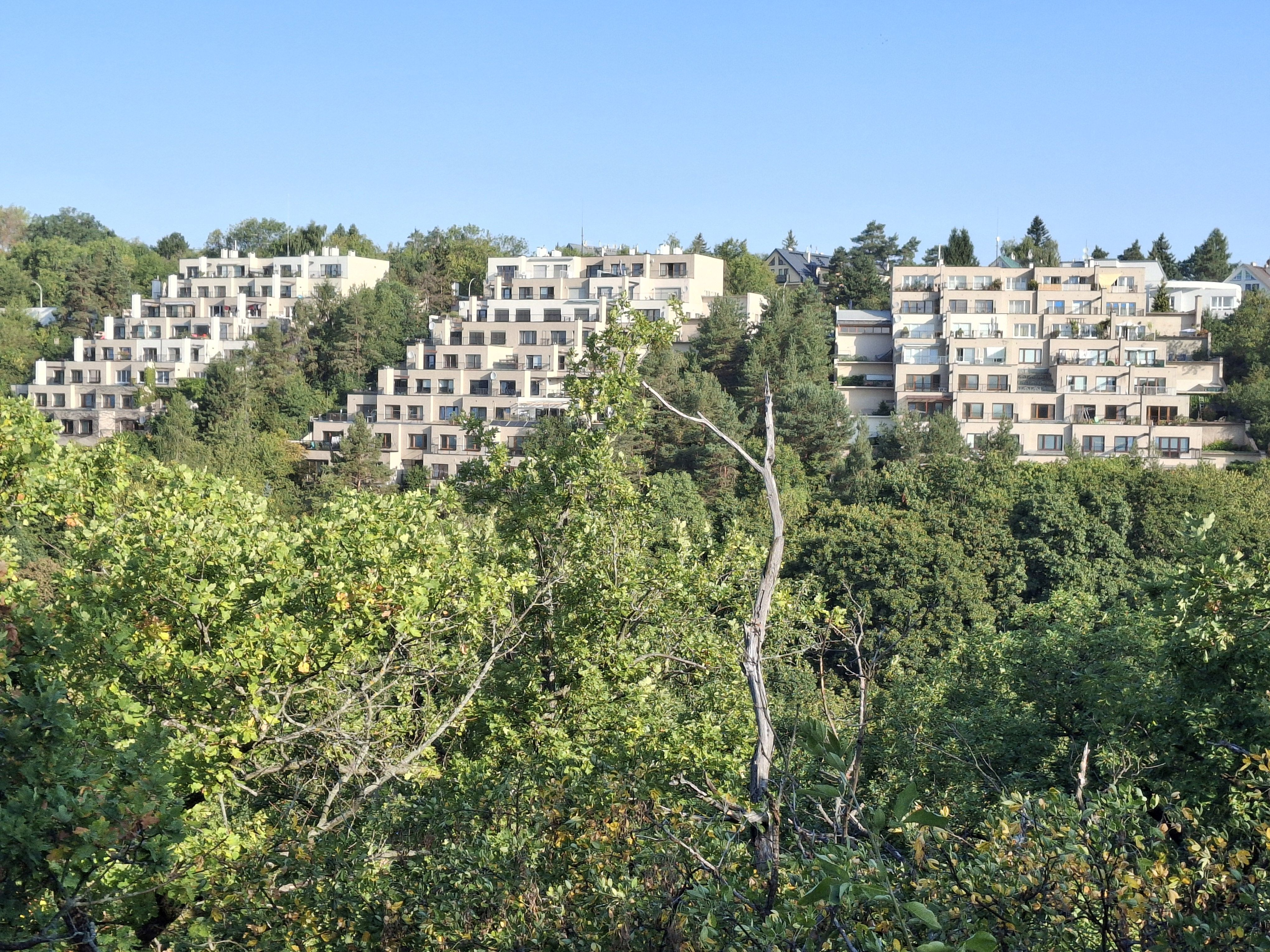
Terasové domy Pod Šmukýřkou
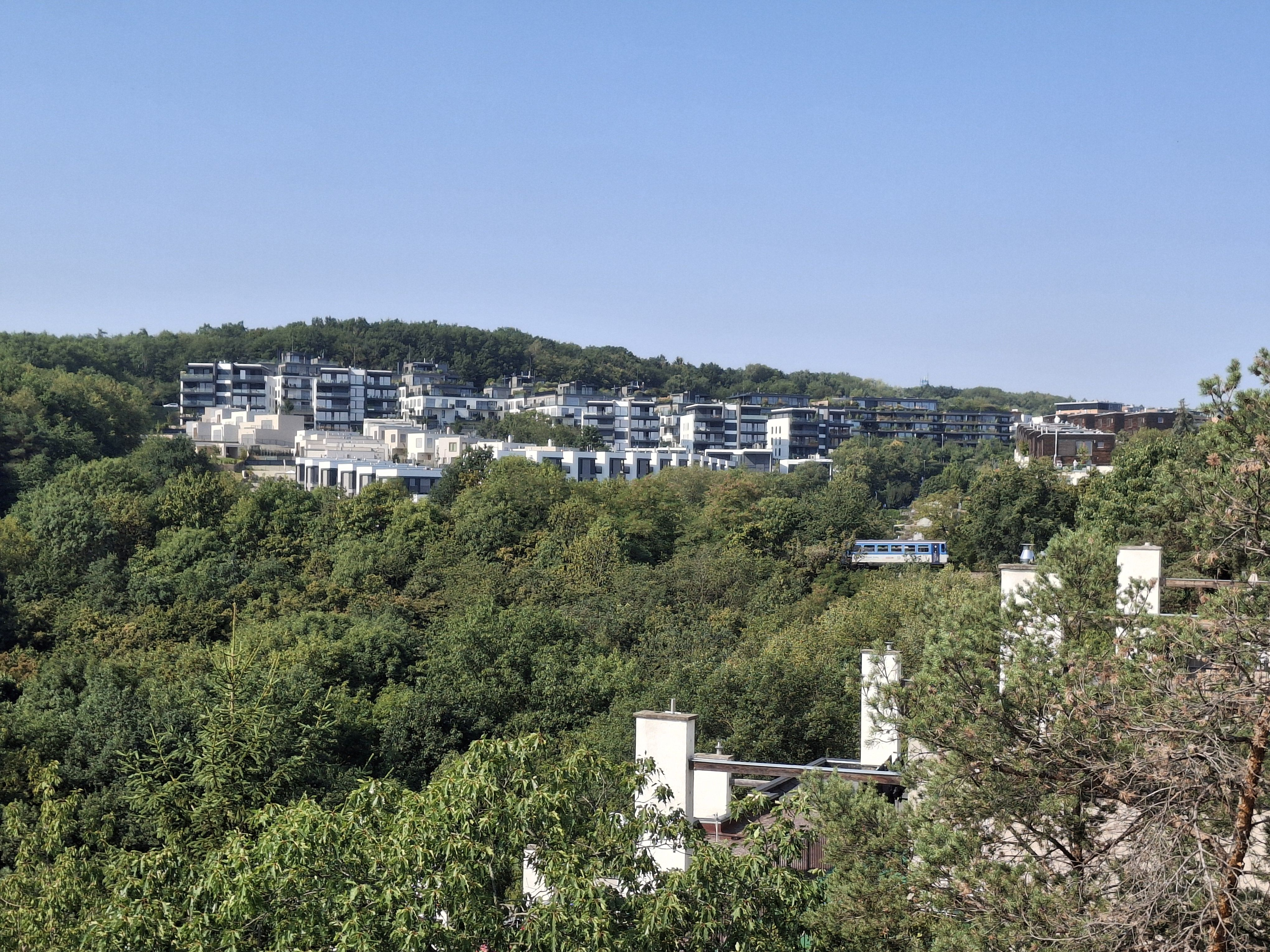
Rezidenční projekt Top Rezidence Pomezí postavený v roce 2024

## Průmysl
Košíře si uchovávaly svůj zemědělský ráz s vinicemi až do 19. století. Přestože v 19. a 20. století se staly dělnickou čtvrtí především pro průmyslový Smíchov, vzniklo zde několik průmyslových podniků. 
V roce 1919 byla pod Kavalírkou (čp. 208) založena v bývalém sanatoriu Továrna přesné mechaniky a optiky Srb & Štys (optické, vědecké, lékařské a vojenské měřící přístroje). Úspěch firmy spočíval především v moderním systému tovární výroby. Později byl vyráběn úplný sortiment přístrojů a pomůcek pro geodézii, lékařství, biologii, školství i přístroje speciálního určení například pro armádu. Vyráběly se mikroskopy, dalekohledy, periskopy atd. Firma měla vlastní laboratoře, vývoj, vlastní broušení optického skla.  Po válce byl podnik znárodněn a pojmenován Meopta n. p. Košíře. Výroba zahrnovala mikroskopy, geodetické přístroje, dalekohledy a pod. Už v nových prostorech pod Vidoulí (Naskové 1189/1) proběhla roku 1963 další organizační změna a podnik nesl od té doby název ZPA Košíře (Závody průmyslové automatizace). Zabýval se nově i výrobou přesné mechaniky a elektromechaniky (např. páskové paměti tehdejších počítačů či optické odměřovací zařízení pro obráběcí stroje atd.). Až do roku 1989 si ZPA  Košíře s. p. nesla své jméno, které však bylo následně změněno na Křižík, státní podnik, odštěpný závod Srb a Štys Praha. Tento státní podnik byl v roce 2005 vymazán z obchodního rejstříku. ZPA Košíře patřily do koncernu VHJ Závody přístrojů a automatizace a po jejich zániku zde developer vybudoval obytný PARVI Cibulka (Jakub Cigler architekti), který byl oceněn v roce 2023 jako stavba roku. Za přestavěným objektem ZPA Košíře (směrem k Vidouli) byl postaven soubor bytových domů AALTO Cibulka (2019)

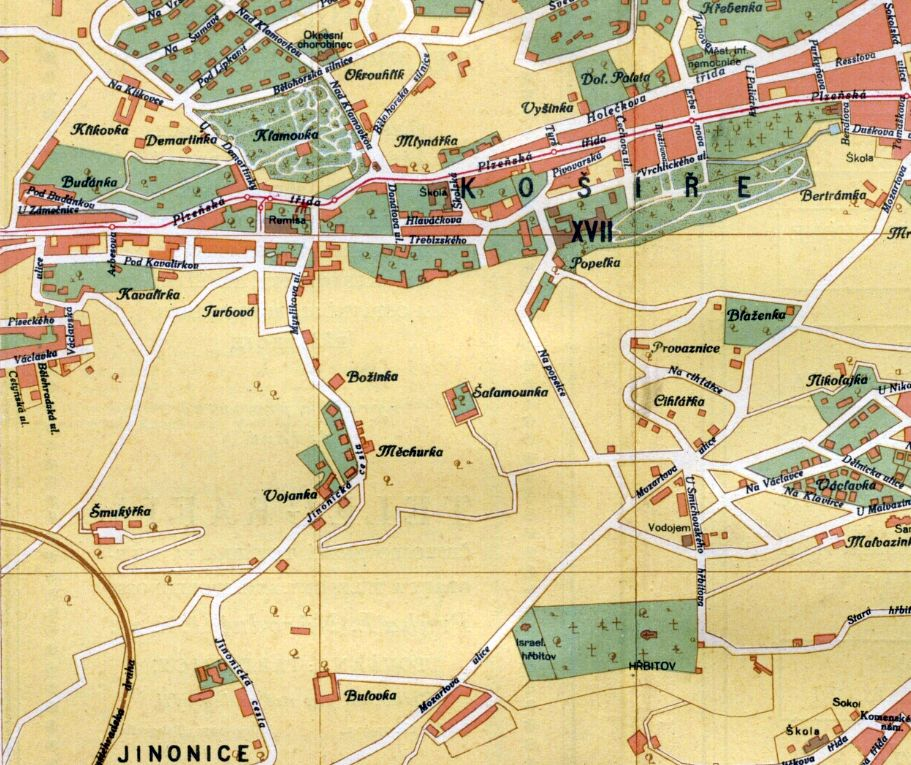
Mapa Košíř (1926)

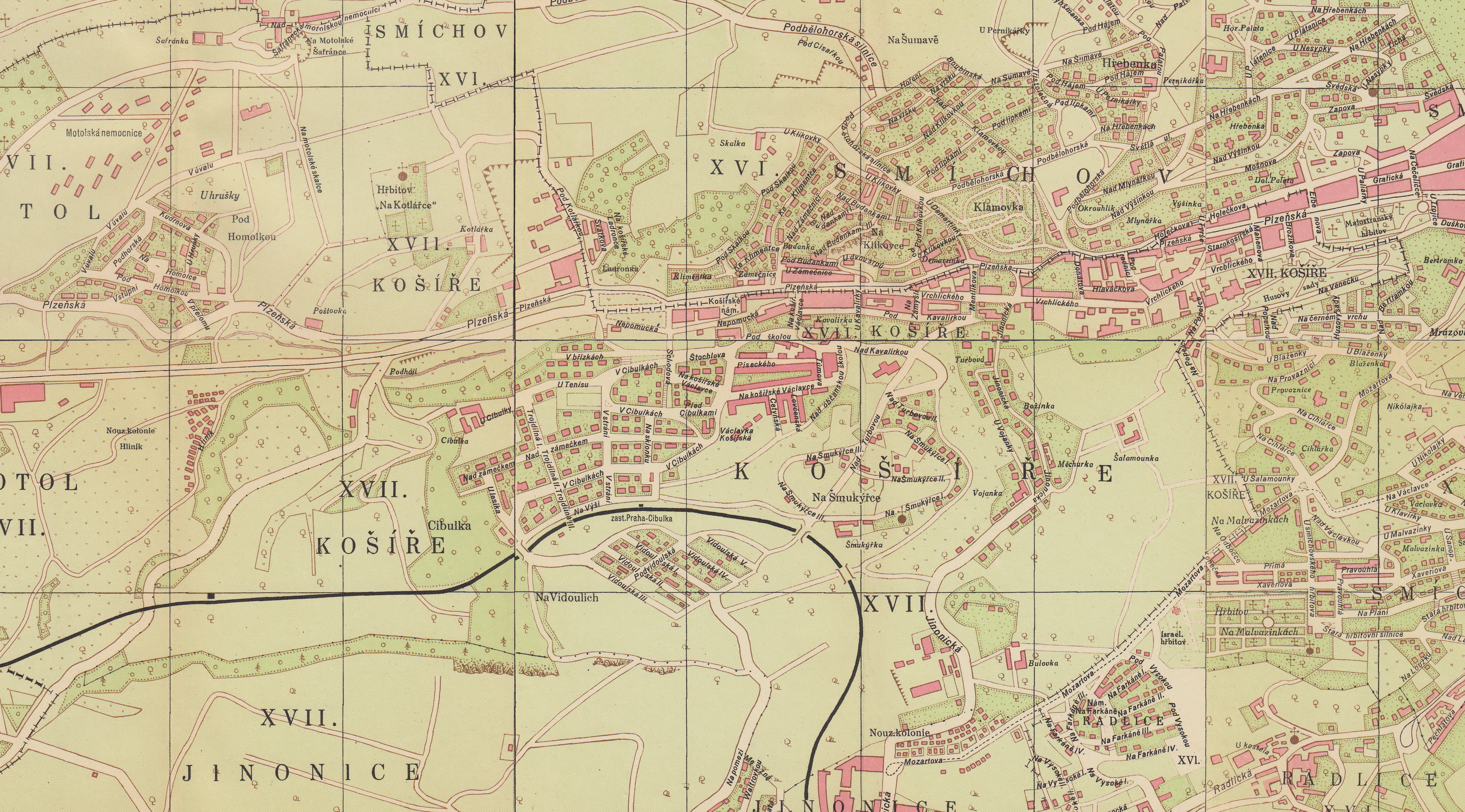
Mapa Košíř (1948)

V roce 1922 byl v Třebízského č.p. 41 (později Mošnova, dnes Vrchlického 41/11) založen podnik na výrobu ozubených kol Josefa Waltera. Podnik za jeho vedení se během krátké doby zařadil do popředí automobilního a strojírenského průmyslu a speciálně ve svém oboru stál na výši doby jak svými výrobky tak i strojním zařízením. V roce 1935 byla firma Walter a synové změněna na veřejnou obchodní společnost. K 1. květnu 1935 Walter předal podnik se 130 výrobními stroji synům (J. Walter měl 4 syny a 3 dcery), ing. Jan W. (technický vedoucí), ing. Josef W. (komerční vedoucí) a Jaroslav W. (konstruktér a vedoucí dílen), který od roku 1936 zde vyrobil několik původních motocyklů (250 cm³ OHV o výkonu 21,6 k). Stroj se vydařil a získal i uznání v cizině, když s ním Jan Lucák zvítězil v Německu. Po válce J. Lucák závodil s novým strojem Walter 350 cm³ OHV (1947).  Syn Jaroslav Walter svůj první motocykl navrhl již jako student státní průmyslové školy na Smíchově. Motocykl měl jednoválcový dvoutaktní, tříkanálový motor o zdvihovém objemu 300 cm³. Motocykl dosahoval rychlosti přes 90 km/h. Roku 1948 byla firma Walter a synové pod položkou č. 372 příslušnou vyhláškou znárodněna (položka 372, oddíl B, Josef Walter, továrna na ozubená kola a motory, se sídlem v Praze XVII - Košířích, Mošnova 41), současně s další provozovnou, kterou měl Walter ve Zličíně (Walter Zličín). Po znárodnění byl v 50. letech objekt bývalé továrny Walter a synové využíván společností Škoda jako pobočný závod Walter Košíře Škodových závodů Praha n.p. (Křížová 1018, Praha-Smíchov), včetně provozovny, kterou měl Walter ve Zličíně - Chabech (Walter Zličín). Po roce 2006 byla košířská továrna Walter a synové zbořena, v současnosti stojí pouze torzo opěrné zdi ke svahu a domy Vrchlického 41/11 (a 1283/7), ve kterém bylo ředitelství, parcely i dům jsou ve vlastnictví NOVANEM s.r.o. Pozemek provozu Walter ve Zličíně byl využit při výstavbě továrny ČKD Dopravní systémy (později Siemens Kolejová vozidla). Čtvrtý syn Augustin Walter se na chodu firmy nepodílel, měl až do 50. let vlastní zámečnictví a kovosoustružnu téměř naproti podniku Walter a synové v domě Třebízského 34 (nyní Vrchlického čp. 793/34). Dům patří rodině Waltrů a je na něm stále firemní, dvojité W.
Ve 20. letech byla W. Merletem založena na Jinonické ulici, dnes Košíře čp. 804/80 (původně katastr Jinonice čp. 42, přesun do katastru Košíř kolem roku 1960) továrna Merlet, v podstatě v údolí mezi usedlostmi Bulovka a Šmukýřka. Wolfgang Merlet v roce 1904 založil na Smíchově továrnu na výrobu praček, sušiček a odstředivek pro použití v prádelnách, hotelích, nemocnicích atp. V krátké době byl zájem o jeho zboží tak velký, že stávající prostor na Smíchově nepostačoval, a proto svoji výrobu přenesl do jinonického údolí (katastr Košíře). Později zde byla firma H. Lutz a spol., továrna na stroje, se sídlem v Praze XVII, Jinonická čp. 42. Ta byla Vyhláškou ministra průmyslu ze dne 27. června 1948 o znárodnění podniků podle zákona č. 114/1948 Sb. pod položkou 193 (oddíl B.) znárodněna. Po znárodnění továrna nesla jméno Stavostroj. Až do 90. let 20. století v těchto dále rozšířených objektech sídlil Výzkumný ústav strojírenské technologie a ekonomiky (VUSTE), na který navazuje v současnosti softwarová a poradenská společnost VUSTE-APIS. Po roce 1989 je objekt využíván jako Business Park Košíře, kde na počátku roku 2025 mělo sídlo 120 právnických osob. Vzdáleně se k původnímu výrobnímu programu firmy Merlet blíží společnost BKF Myčky, která prodává automyčky, vysavače, profesionální mycí zařízení do autosalonů a centrální tlakové systémy.
V Košířích byly i četné cihelny, podobně jako v blízkých Radlicích, Jinonicích a na Smíchově. Na úpatí hřebene východně od usedlosti Kotlářka bývala Bečkova cihelna, založená na přelomu 70. a 80. let 19. stol. pozdějším košířským starostou Matějem Hlaváčkem. Pracovala pod vedením Josefa Bečky až do jeho smrti v roce 1934. J. Bečka mimo jiné zpracoval projekt, podle něhož byla v letech 1893–1896 postavena továrna na porcelán v Radlicích č.p. 105 (FOJA), a podílel se na stavbě košířské radnice v roce 1908. Po tímto názvem byla cihelna v činnosti i za 2. světové války, po znárodnění byla uváděna jako Cihelna Pod Kotlářkou. Patrná ještě byla na leteckém snímku z roku 1966, v roce 1975 již zaniklá. Potom zde byl postaven na adrese Pod Kotlářkou čp. 151/3 výrobní a servisní závod společnosti Výtahy Praha. Ten byl při privatizaci zakoupen společností Výtahy Schindler (1992-2004), později přejmenované na Schindler CZ, a.s. V Košířích byl servis a výroba do roku 2018. Potom firma svoje sídlo přemístila do jinonického areálu Waltrovka (Walterovo náměstí 329/3, budova Mechanica 2). V původním areálu Pod Kotlářkou jsou mj. společnosti FACE UP s.r.o., Film Dekor, spol. s r.o., Kovodílna a Naši truhláři, Orbion.cz atd.  
Před II. světovou válkou pod Kotlářkou sídlila firma Alter, Volaňský & spol., továrna ohnivzdorných pokladen (Pod Kotlářkou čp. 275/1 resp. Ke Kotlářce čp. 275/2. Firma (vedle jinonické Tresorie) byla známa dodávkami zařízení pro banky a peněžní ústavy. Mezi její zákazníky mj. patřily Zemská banka Praha, Poštovní úřad šekový, Živnostenská banka, Městská spořitelna Pražská, Vinohradská spořitelna, Městská spořitelna v Lounech atd. Byla mj. držitelem čs. patentu č. 27739 na "naprosto neprovrtatelné a autogenním hořákem neroztavitelné hloubkové armování pancéřových síní" systém Cyclop (Pancéřové vložky k vyztužení stěn zděných neb betonových, 1928) a dalších 2 patentů č. 25169 (Zámek, 1928) a 44409 (Střádanka na peníze, 1933). Dnes na jejím místě mezi ulicí Ke Kotlářce a vlastní usedlostí jsou výrobně-obchodní podniky (Pneuservis BestDrive, Pražské služby, servis vozů BMW, DABOK - elektroinstalační a elektrotechnický materiál).  
Další cihelna byla poblíž usedlosti Bulovka (dříve Jinonice čp. 20, později Jinonická čp. 204/59 v Košířích), v letech 1874-1904 ji vlastnil Josef Barth, syn Josefa Bartha, bývalého starosty Smíchova (1849–1861). Ještě za jeho vlastnictví stál západně od usedlosti mezi Jinonickou ulicí a Vidoulí areál malé cihelny s kruhovou pecí a komínem. Barth roku 1898 žádal o svolení suchého lisu na cihly a zprovoznění strojovny s kotelnou. Od roku 1902 ji měl pronajatu Josef Schmidt. K roku 1913 vlastnil dvůr s kruhovou cihelnou Václav Procházka, který přistoupil do Jednoty pro zvelebení průmyslu cihlářského. Bratři Leopold a Václav Procházkové přestavěli roku 1923 cihelnu na strojovou výrobu, dali postavit komín vysoký 25 metrů a kruhovou pec rozšířili na 20 komor (pro 8 tisíc kusů cihel na jednu komoru). Své výrobky dodávali do společné Prodejní kanceláře cihel ve Spálené čp. 2. Cihelna měla jeden šnekový lis Raupach, dva kolové mlýny a odřezávač a s hliništěm ji spojovala polní dráha. Ročně vyráběla 3-4 miliony cihel. V roce 1942 ukončila provoz a po znárodnění v roce 1948 byla zařazena mezi cihelny k likvidaci. 
V Lovčenské ul. čp. 487 bývala Tiskárna Václav Pešl (V. V. Pešl, tehdy Bělehradská čp. 487 a 499), znárodněná v roce 1948 podle zákona č. 114/1948 Sb. pod položkou 21 (oddíl F). V 50. letech to byl jeden ze závodů n. p. PAS pražské papírny. Roku 1931 dal majitel nakladatelství a tiskárny Václav Pešl postavit podle plánů architekta Jana Píseckého tiskárnu a přilehlý obytný dům. Na dům přímo navazovala budova administrativy se zasklenou střešní terasou. Ta umožňovala kontrolovat dodávky do dvora tiskárny. Po zrušení tiskárny sloužil areál jako sklad a po roce 2003 byl demolován. Nyní zde je od roku 2007 bytový dvojdům čp. 487/2 a 4 postavený společností A-TRIO Residence.

## Galerie Průmysl v Košíře

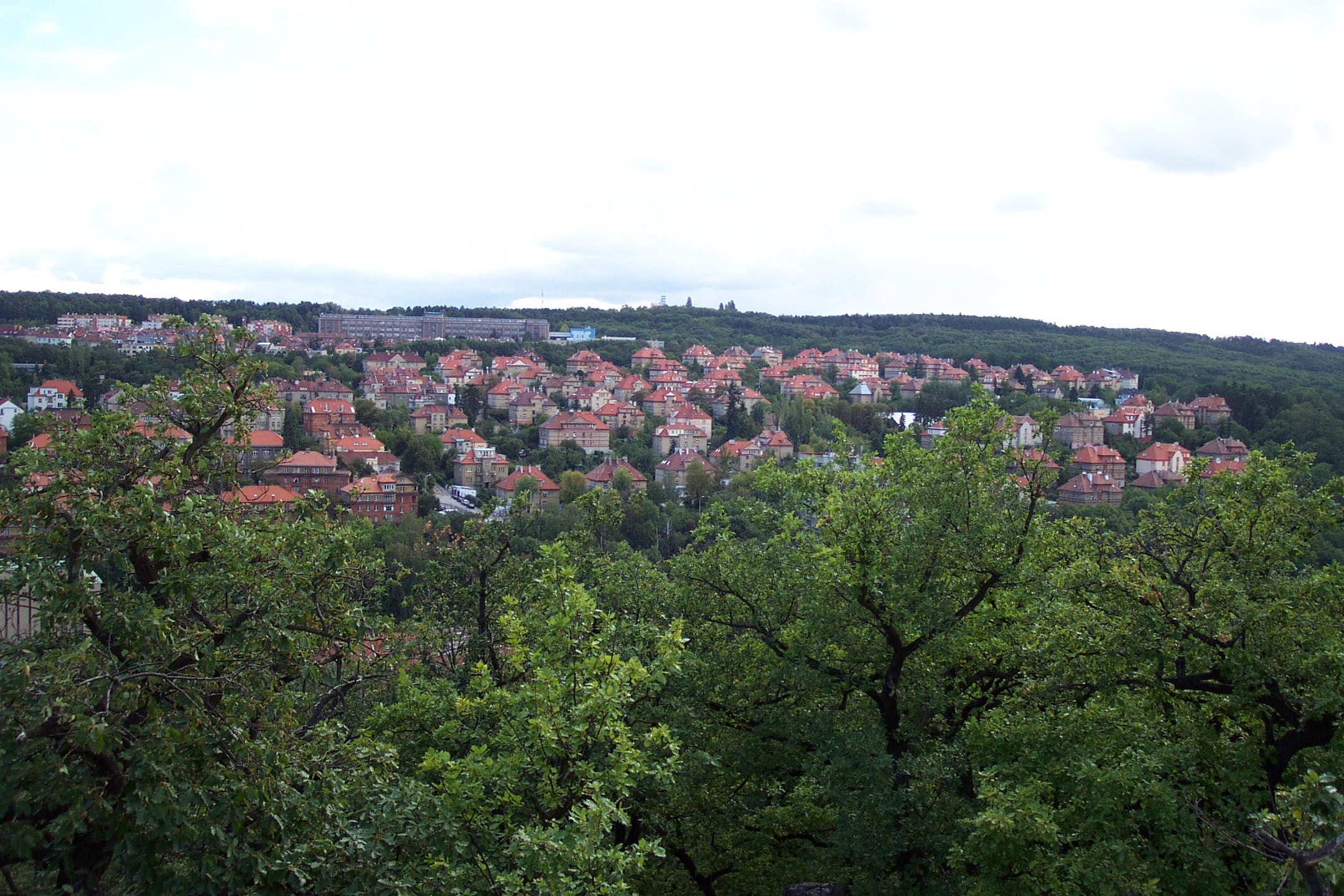
Pohled na Košíře s vilovou čtvrtí a v pozadí s budovou ZPA Košíře, Naskové 1 (2007)
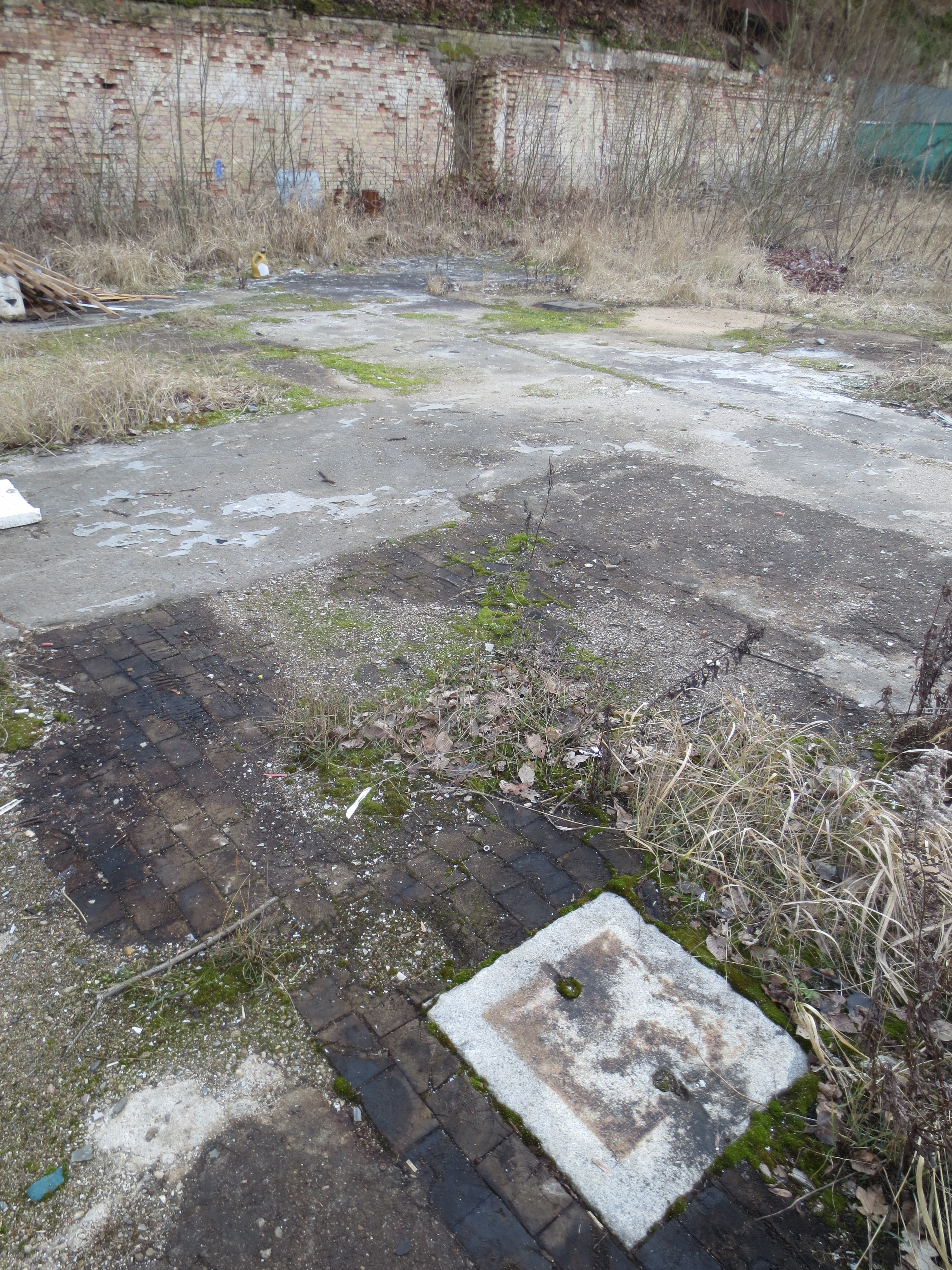
Továrna Josef Walter a synové, zbytky podlahy tovární haly, Vrchlického 41 (2023)
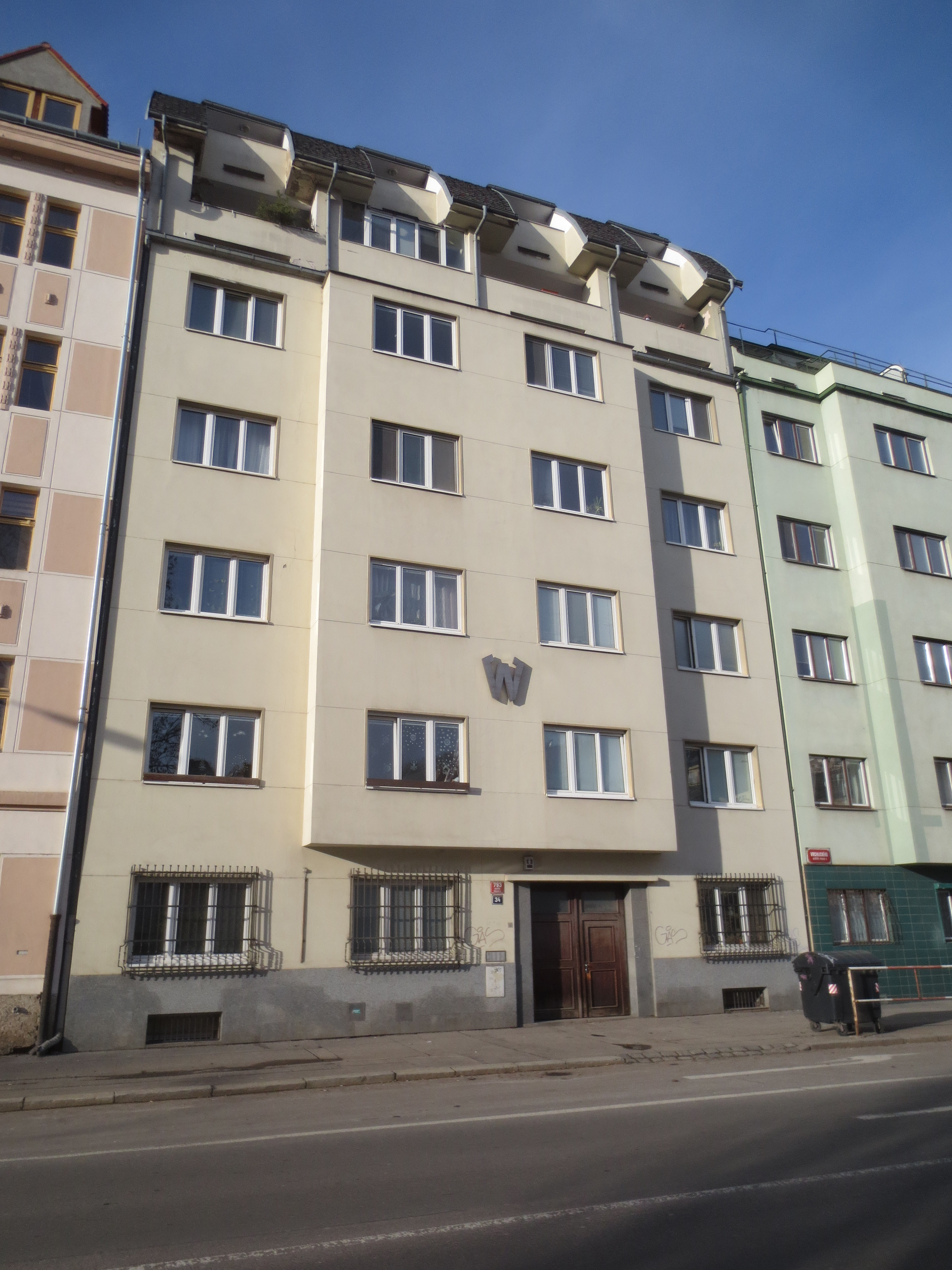
Zámečnictví Augustin Walter, Vrchlického 34 (2023)
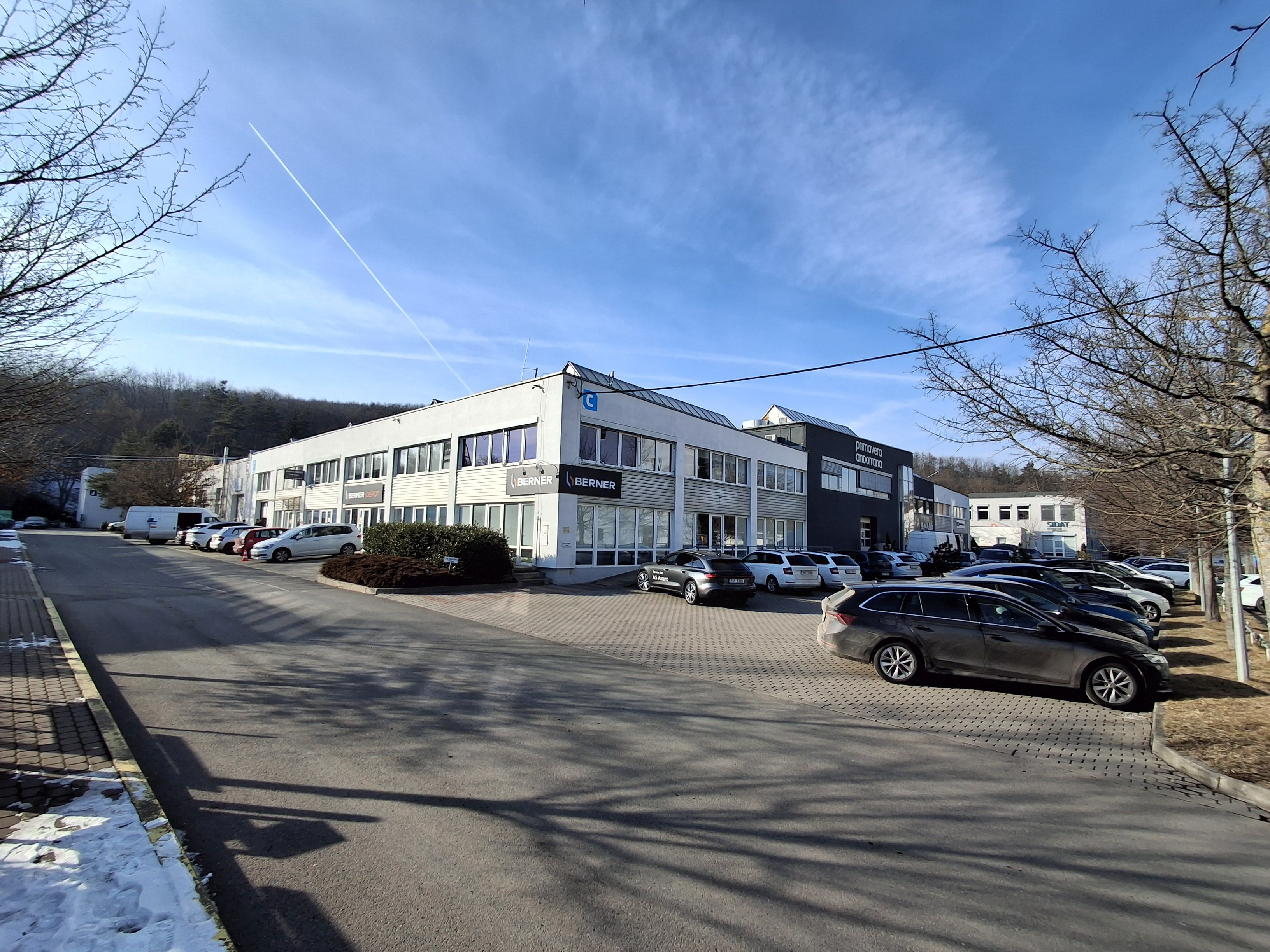
Business Park Košíře (bývalé VUSTE), výrobní areál, Jinonická 80 (2025)
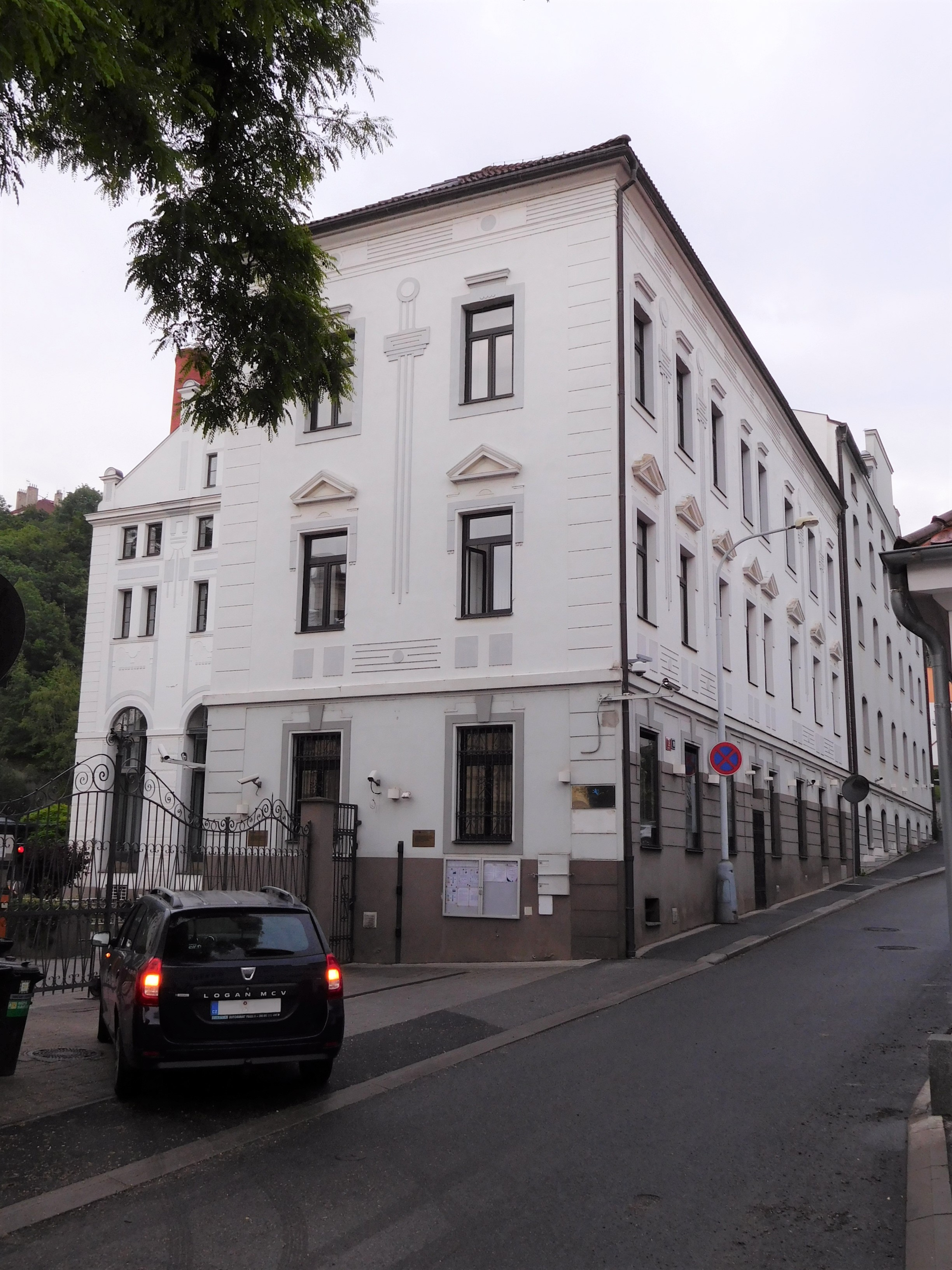
Parostrojní pivovar a sladovna A. Lanner v Košířích, nyní Národní bezpečností úřad, Na Popelce 2 (2020)

## Sportovní Košíře
V Košířích je několik sportovišť a sportovních oddílů.

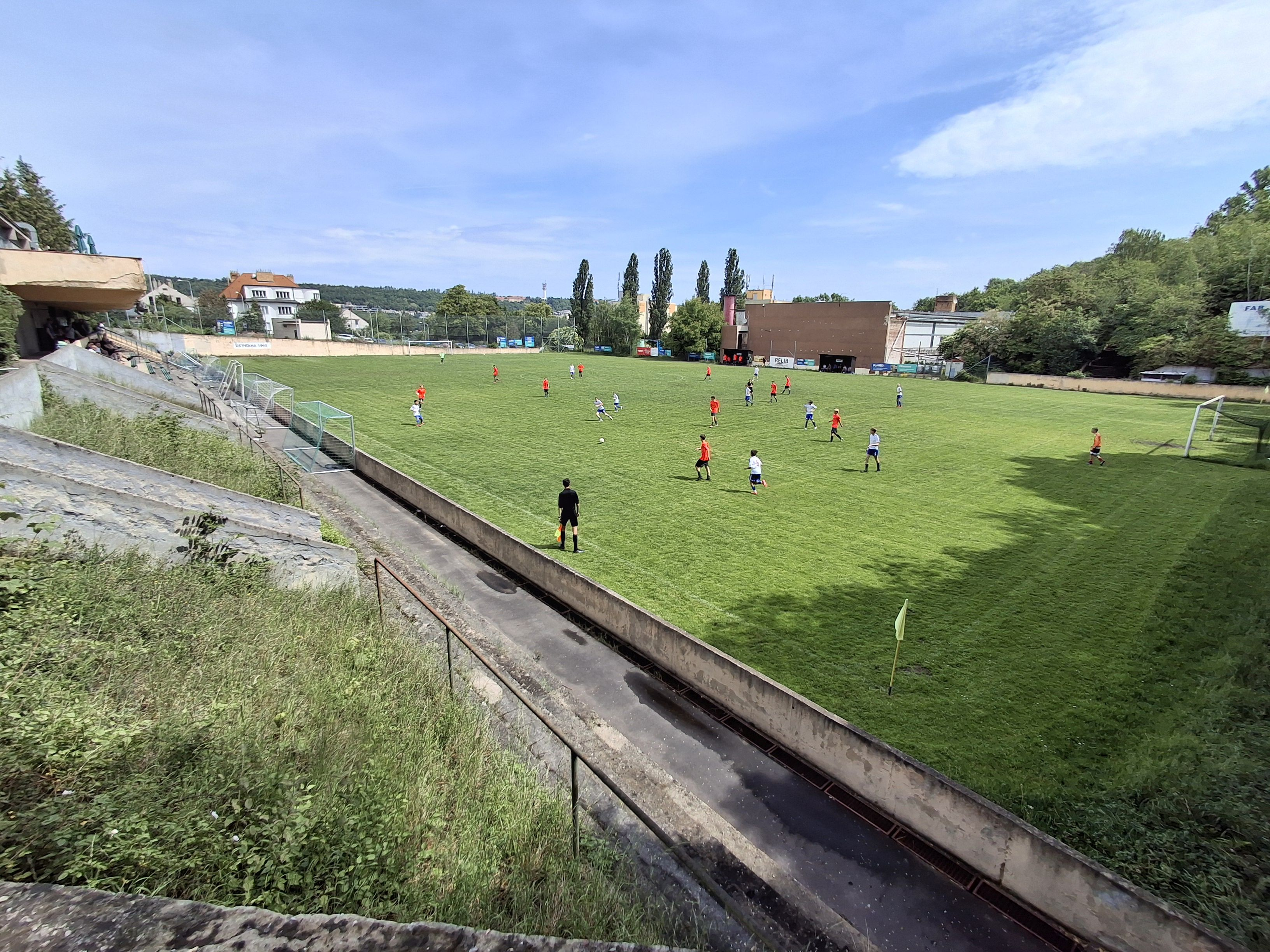
Fotbalové hřiště SK Uhelné sklady a sportovní hala Squashpark Cibulka (2025)

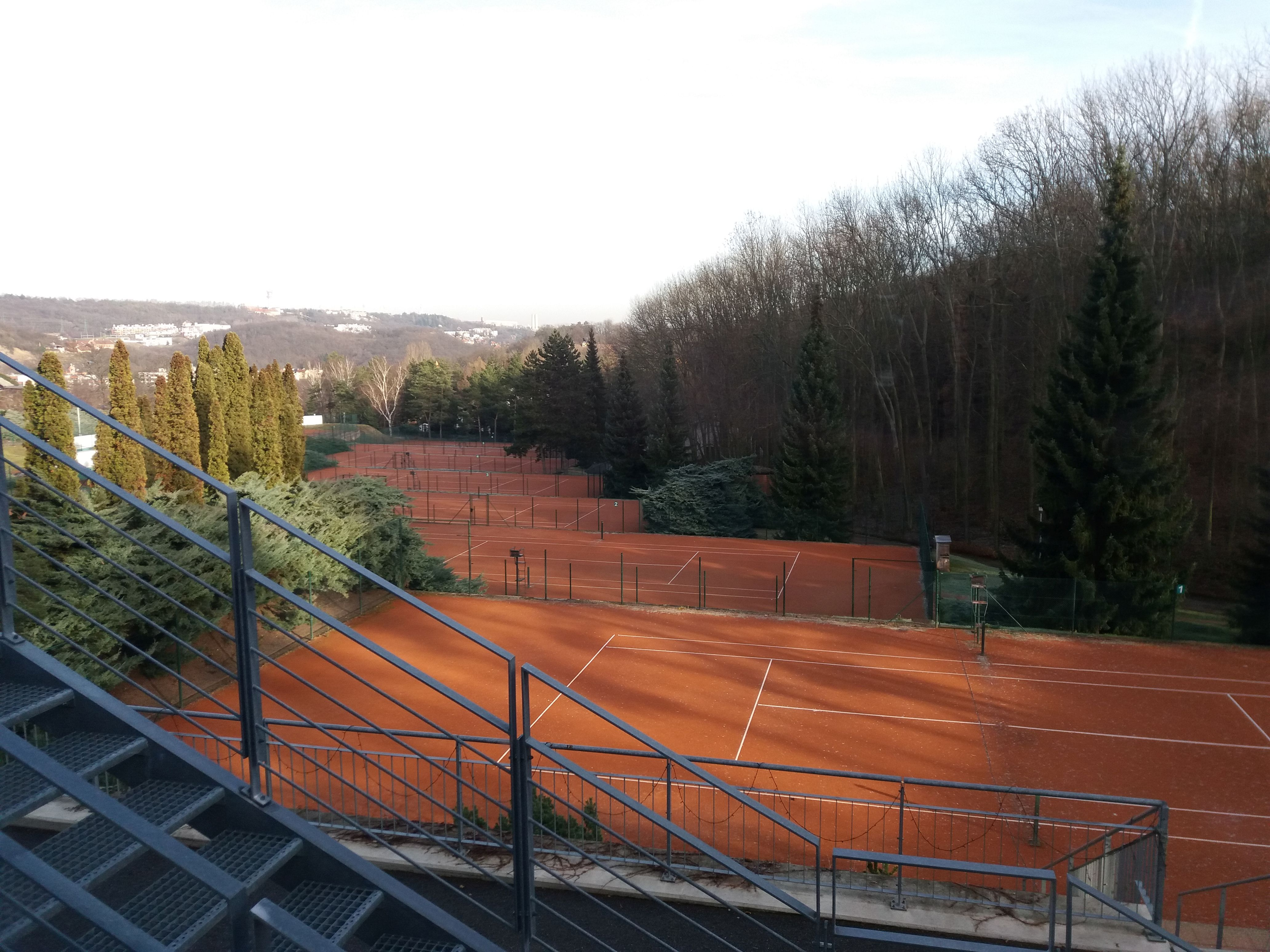
Tenisové kurty Motol Sport Park z restaurace Euphemia (2019)

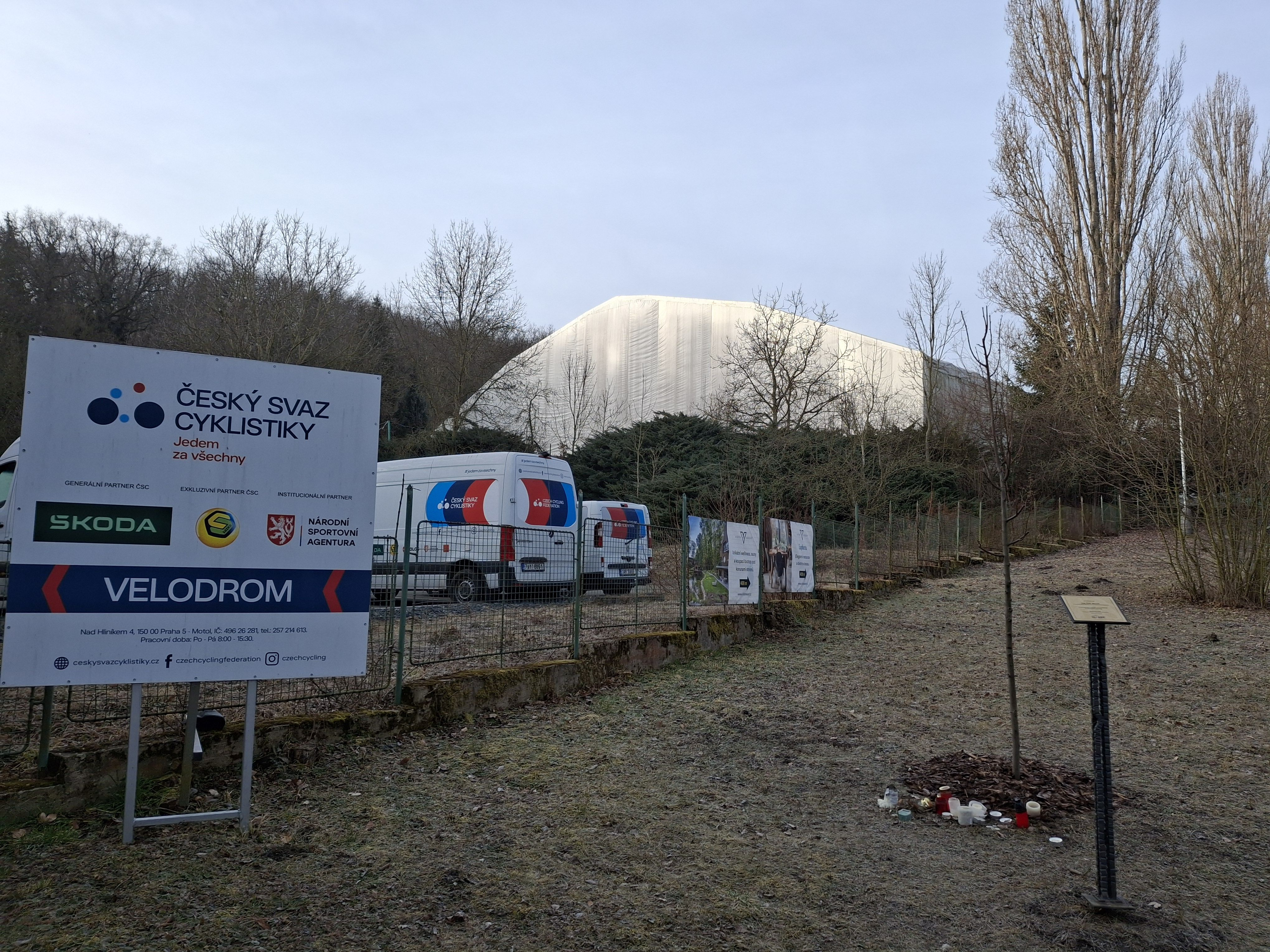
Velodrom Motol, na katastru Košíře (2025)

Nejstarším oddílem je Tělocvičná Jednota Sokol Praha Košíře (založena 1886), která spadá pod Sokolskou župu Podbělohorskou. Sokolovna je v parku Klamovka č.p. 2051, což už je na katastru Smíchov. V roce 1895 park i s nemovitostmi v něm umístěnými zakoupil košířský starosta Matěj Hlaváček od hrabat Clam-Gallasových. Ten zde, po přestavbě letohrádku, otevřel velkorysou zahradní a výletní restauraci doplněnou o taneční sál. Právě v tomto sále pak v roce 1904 provozoval pan Dismas Šlambor (známější pod pseudonymem Viktor Ponrepo) po několik týdnů svůj slavný kinematograf. Matěj Hlaváček, aby usnadnil Pražanům přístup do parku a do zámečku, provozoval nejprve z Anděla omnibusovou dopravu a poté nechal za vlastní peníze postavit ve stejné trase elektrickou dráhu ze Smíchova do Košíř. Tím se ovšem dost zadlužil a protože své podnikatelské dluhy nemohl řádně splácet, spáchal roku 1897 sebevraždu. V polovině 20. let 20. století byly na části pozemku vybudovány obytné domy, ve 30. letech byla restaurace přebudována na tělocvičnu místního Sokola s letním cvičištěm. Poblíž byly vystavěny první moderní kryté tenisové kurty v Praze (zbořeny koncem 20. století). 
Nejstarším fotbalovým klubem v Košířích je FK Sparta Košíře, který byl založen roku 1908. K největším jeho úspěchům patří účast v druhé národní lize (1962-1963). Jeho hřiště se však nachází už na katastru Smíchova (Akáciová č. ev. 7/3). V roce 1915 úřady klubu zabavily hřiště, zoraly je a osely ho obilím, aby přispívalo k zásobování na frontu. Takto dopadlo mnoho tehdejších fotbalových klubů a jen ojediněle se větším celkům podařilo hřiště zachovat. Po válce se klubu začalo dařit více a v letech 1926 a 1932 se dokonce účastnil finále celostátního amatérského mistrovství republiky. Po válce nesl klub název Sokol Sparta Košíře, později pod hlavičkou patronátního závodu Závodní TJ Sokol - Meopta resp. DSO Spartak Meopta Košíře. V sezoně 2024/25 klub hraje 3. třídu pořádanou Pražským fotbalovým svazem. 

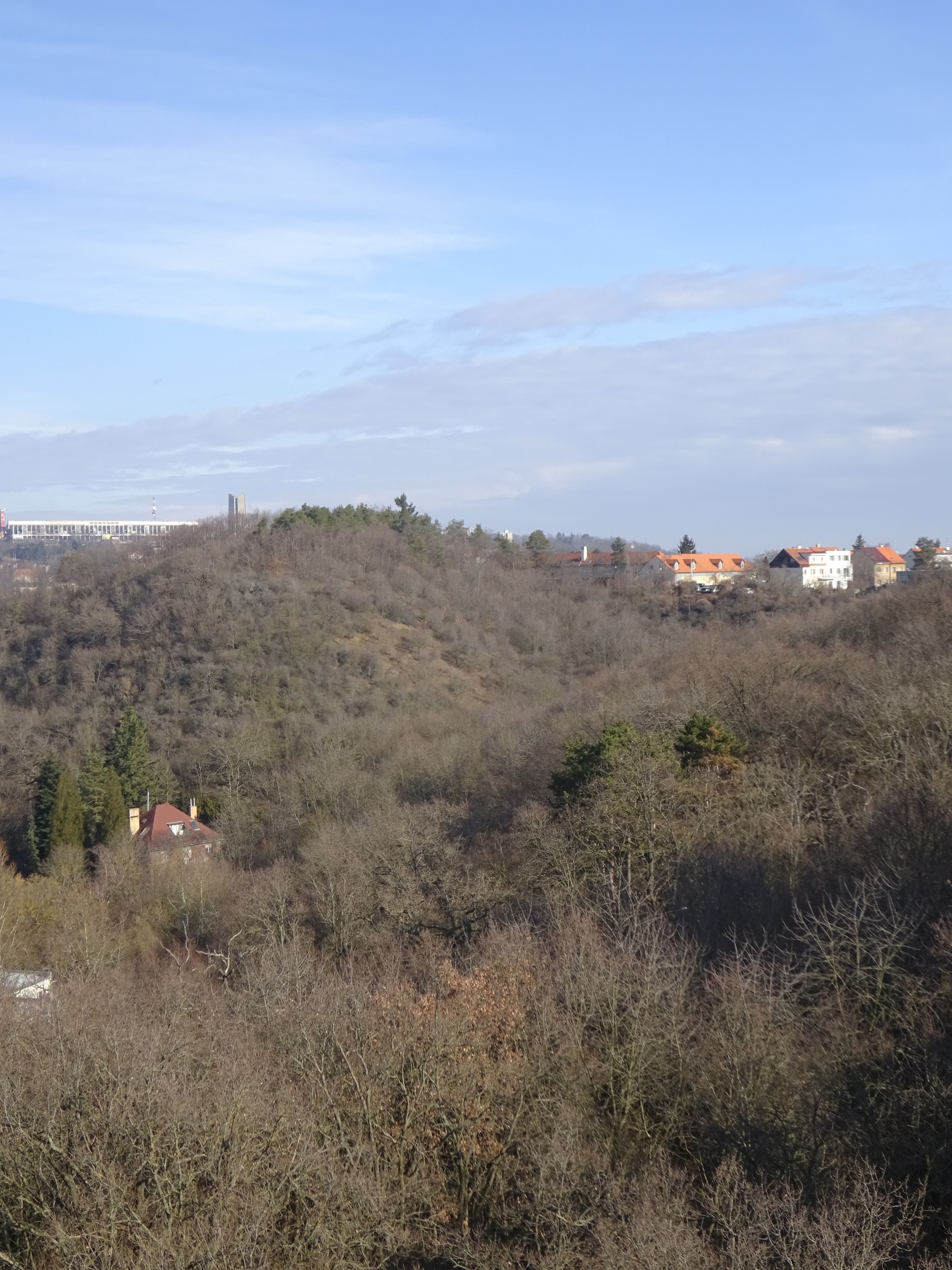
Na svazích mezi Šalamounkou (vpravo nahoře) a Měchurkou (vlevo dole) se lyžovalo a jezdily se zde motokrosy, než svahy zarostly náletovými dřevinami

Fotbalové hřiště SK Uhelné sklady Praha (klub založen 1965, do sezony 2021/2022 účastník Pražského přeboru, v sezoně 2024/25 účastník I. A třídy, skupina B) je na adrese Fabiánova čp. 1134/2b. TJ Uhelné sklady Praha měla i družstvo ledního hokeje (1968-1991), které hrávalo svá domácí utkání na Zimním stadionu Nikolajka. V sezonách 1970/1971 a 1981/1982 hráli košířští hokejisté 1. českou národní hokejovou ligu. Zdatní "uhlíři" se sdružovali v boxerském oddílu TJ Uhelné sklady. Za Uhelné sklady mj. boxoval Rostislav Osička (1982-85), Stanislav Tišer (sedmkrát se stal mistrem republiky) a trénoval zde olympijský vítěz Július Torma. Legendární éra nejslavnějšího pražského extraligového klubu, Uhelných skladů Praha, byla ukončena v roce 1991. V těsné blízkosti fotbalového hřiště (na stejné adrese) je sportovní hala Squashpark Cibulka. Nad sportovní halou jsou tenisové kurty Tenis Šmukýřka v ulici Na výši. Tenisové kurty jsou i v ulici V stráni 485/11 (Tenis Cibulka). Kromě tenisu lze zde provozovat také další sporty jako badminton, stolní tenis, fitness, jógu, box, kurz/lekce sebeobrany a spoustu dalších aktivit. Po sportovním výkonu je možné navštívit Restauraci U Tenisu a nebo si dát drink z food trucku Plechovka. Pro děti tu je skákací hrad, dětské hřiště, trampolína, minizoo a pro nejmenší dětský koutek. Na rozdíl od hřiště FK Sparta Košíře a sokolovny je Motol Sport Park s tenisovými kurty, s hotelem Vista Resort & Club a restaurací Euphemia na katastru Košíř (Nad Hliníkem čp. 1202/2). Od poloviny 50. let areál patřil TJ Slavia VŠ (Vysoké školy) Praha. Pod kurty bylo od 70. let hřiště minigolfu, které rovněž patřilo Motol Sport Parku. Postupně chátralo a nebylo řadu let v provozu. Na počátku roku 2025 bylo "vybagrováno". Retenční nádrž Kotlářka (rybník) byla vybudována mezi ulicemi Plzeňská a Nad Hliníkem v roce 2017 na místě suché retenční nádrže Homolka. Je využívána jako sportovní rybářský revír č. 401 205.
Český svaz cyklistiky sídlí a vlastní nafukovací halu s malým velodromem Nad Hliníkem čp. 1186/4 v areálu Sportovního střediska USK Praha (TJ Slavia VŠ) v západní části Košíř. V usedlosti Bulovka (Jinonická čp. 204/59) jsou hospodářské budovy využívány jezdeckým spolkem Pony Club (Jinonická 1307/59a). Původně byl zdejší areál využíván Jezdeckým klubem československého filmu Praha, z.s., který vznikl v roce 1990 avšak v roce 2017 zanikl, jako sportovní oddíl tento klub existoval již v 80. letech a pořádal u Bulovky parkurové závody. V roce 1984 zde bylo natočeno několik záběrů filmu S čerty nejsou žerty.
Nezalesněné, příkré svahy kolem Šalamounky byly v příznivých zimách až do 70. let využívány amatérskými lyžaři. Poblíž usedlostí Šalamounka a Měchurka se v 50. letech jezdily motokrosové závody Šalamounka. Mimo známých motokrosů v Šárce a závodů do strmého vrchu na Břevnově se také jezdil „terénní závod“ motocyklů „okolo“ Šalamounky, poprvé v roce 1952. Jezdili zde známí jezdci jako např. František Rón či Jaromír Čížek, pozdější mistr sportu a mistr Evropy na Jawě 250 (1958). Závody se za pořadatelství Automotoklubu Svazarmu Praha 4 (Košíře) ve spolupráci s automotoklubem Motorlet konaly v kubaturách do 150 (resp. 175), 250 a 350 cm³ na okruhu dlouhém 950-1250 m. Ještě v roce 1971 (20. března) uspořádal Automotoklub Svazarmu z Prahy 3 první jarní motocross na upravené trati Šalamounka pro stroje se zdvihovým objemem do 50 ccm. Později svahy kolem Šalamounky zarostly náletovými dřevinami a definitivní tečku za motokrosy učinil vznik chráněného území Přírodního parku Košíře-Motol v roce 1991.

## Pamětihodnosti
Bývalá košířská radnice je v rohovém domě Plzeňská čp. 314/115 a Pod radnicí čp. 314/7. Podle plánů stavebního rady Srby stavbu v roce 1908 provedla firma Bratři Bečkové (Josef a Bohdan). Budova je třípatrová se štíty na průčelích a s věžičkou. Pod každým štítem je znak Košíř. Na nárožní konzole pokryté rostlinným (vinná réva) štukovým dekorem stojí pod baldachýnem ženská postava s korunou na hlavě, držící štít Košíř. Město Košíře ji používalo v letech 1908-1922, potom zde sídlil úřad pro Prahu XVII a to až do roku 1960, kdy vznikla Praha 5. Od té doby se zde vystřídaly kanceláře podnikového ředitelství RaJ, Policie ČR, školský úřad a sídlo Sociálního a zdravotního odboru Úřadu MČ Praha 5. Posledním uživatelem do června 2024 byl Úřad práce.

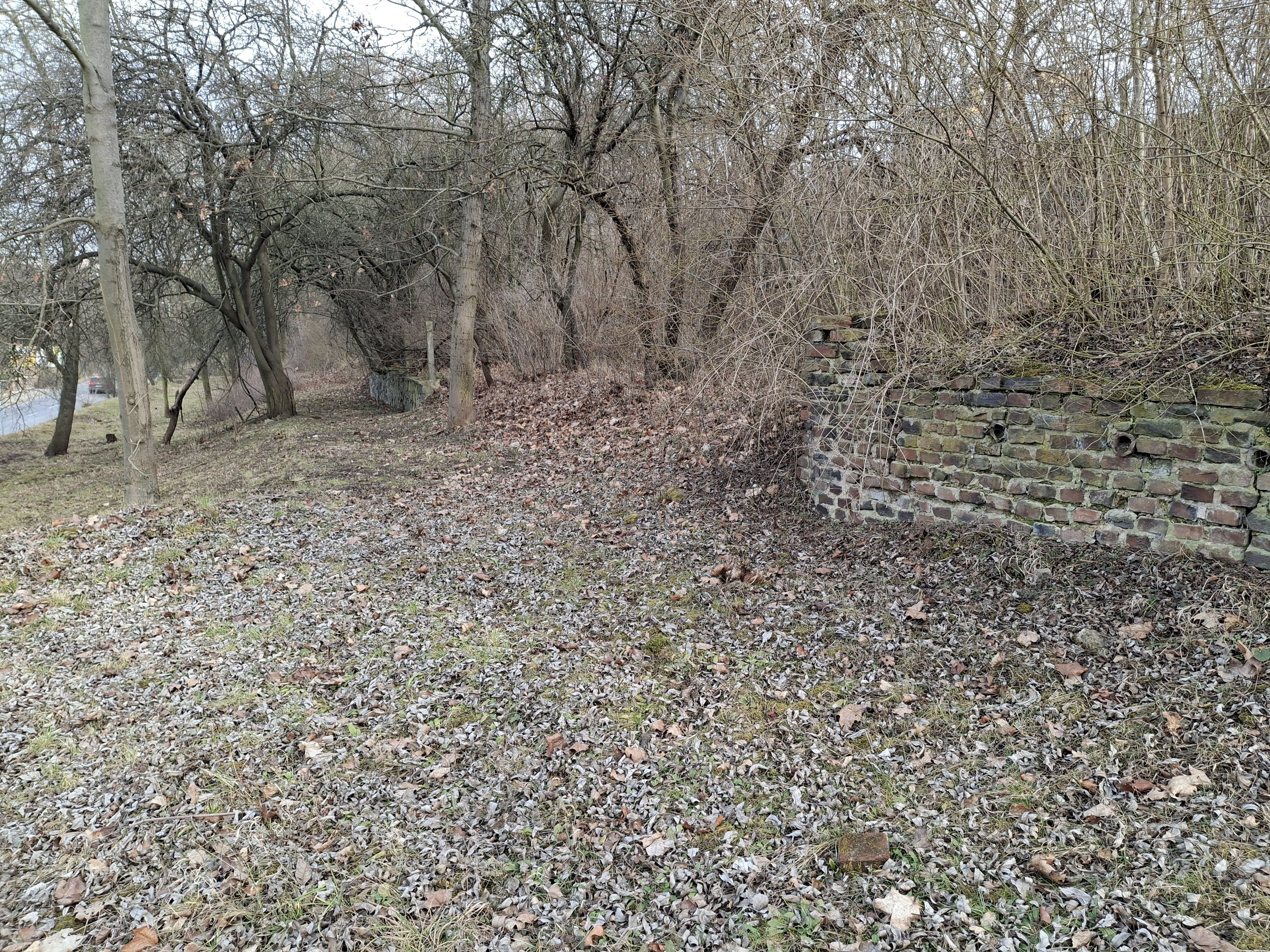
Kolonie U Bulovky, základy domů od Jinonické ul. (2025)

Nad Košířským náměstím se nachází jedna dominanta Košíř, funkcionalistický kostel sv. Jana Nepomuckého (který byl dokončen roku 1942); druhou dominantou jsou bývalé Závody průmyslové automatizace (ZPA Košíře) na Vidouli (podnikatelsky na ně navazuje nedaleký „Areál Tellus“, kde sídlí 31 právnických osob).

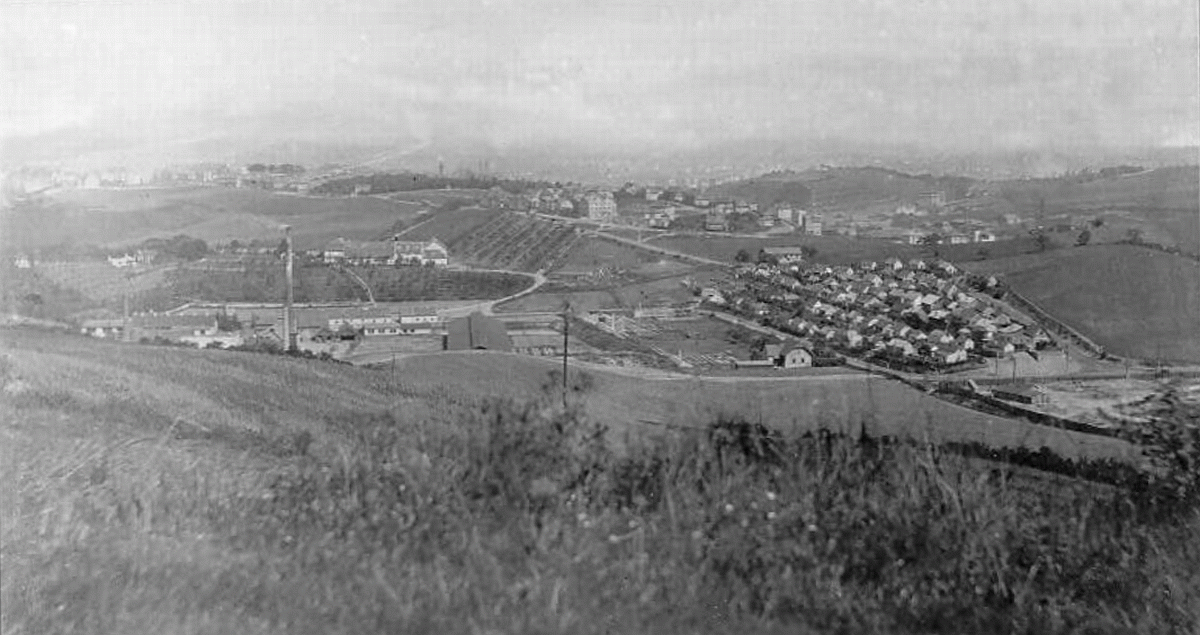
Zprava nouzová kolonie U Bulovky, cihelna bratří Procházků a za ní usedlost Bulovka (1935)

V košířském katastru byla řada hospodářských (zemědělských a viničních) usedlostí: Božínka, Bulovka, Cibulka, Kavalírka (horní a dolní), Klamovka, Klikovka, Kotlářka, Měchurka, Poštovka, Šalamounka, Šmukýřka, Turbová, Václavka, Vojanka. Některé z nich se dochovaly do současnosti, některé pouze v místopisném označení. Bez náhrady zanikly Poštovka (zbořena v 60. letech), Václavka (v ulici Václavka, později Na košířské Václavce, nyní Musílkova) a Vojanka (byla zbořena po roce 1910, ulice U Vojanky). U některých zaniklých usedlostí byly postaveny v místě původních usedlostí nové stavby, např. Božínka (zbořena 2005, nyní terasovitý bytový dům) a Měchurka (zbořena 1989, nyní Stomatologické centrum Měchurka). Ve vilové čtvrti pod Vidoulí se nachází pobočka městské knihovny (Městská knihovna v Praze - Cibulka, Musílkova čp. 335/62). Ve stejném domě se nachází vyhlášená cukrárna Zavalianis Sweet. 
Původní košířský hřbitov byl kolem kapličky Nanebevzetí Panny Marie na Klamovce. Současná barokní kaple pochází z roku 1752. Po zrušení tohoto hřbitova se pohřbívalo na Malostranském hřbitovu. S katastrem obce těsně sousedí (ale je již na katastru Smíchova) historický Malostranský hřbitov, na němž jsou pochováni mj. Václav Jan Tomášek, pasovský biskup Leopold Thun-Hohenstein (stavitel a majitel Cibulky, 1817–1826), Antonín Mánes, František Ringhoffer II. (majitel Ringhofferových závodů a starosta Smíchova), sochař Ignác František Platzer (sochy v parku na Santošce) atd. Byl na něm také pohřben Karel Jaromír Erben, jeho ostatky však byly v roce 1908 přemístěny na pražské Olšanské hřbitovy. Malostranský hřbitov byl zrušen v roce 1884 (pohřbívalo se zde do roku 1876). Košířský hřbitov je od roku 1876 na západním okraji Košíř, poblíž Kotlářky (Pod Kotlářkou čp. 98/7).
Parostrojní pivovar a sladovna A. Lanner (Pivovar Košíře) stojí na počátku ulice Na Popelce čp. 2/16 pod severním svahem Černému vrchu poblíž zaniklé usedlosti Popelka. Pivo se zde vařilo už na přelomu 18. a 19. století. Od roku 2024 je objekt zapsán jako kulturní památka a nyní jej využívá Národní bezpečnostní úřad. Košířský mlýnek je zaniklý vodní mlýn v Praze 5-Košířích, který stál na Motolském potoce pod severním svahem přírodního parku Košíře-Motol, jižně od kaple Nanebevzetí Panny Marie na Klamovce. Na samém konci Košíř u Jinonic (mezi ulicemi Jinonická a Peroutkova) stávala nouzová kolonie U Bulovky, též označovaná jako U Waltrovky. Ta vznikla kolem roku 1924. V první polovině 60. let 20. století padlo rozhodnutí o její postupné likvidaci a následné demolici. Základy některých budov byly patrné ještě na počátku roku 2025.

## Osobnosti
- Čestmír Jelínek (1902–1942), důstojník československé armády, odbojář z období druhé světové války popravený nacisty
- František Barvitius (1890–1956), hlavní konstruktér automobilů a leteckých motorů Walter. Od 30. let až do smrti bydlel s rodinou v pražském Motole, U hrušky 161/10 (dříve Pod Homolkou 161).[51] F.A. Barvitius je pohřben na Košířském hřbitově (v ulici Pod Kotlářkou 7, u hranice s Motolem) v odd. 2IA, hrobové místo 82-84.
- Matěj Hlaváček (1852–1897), starosta Košíř, řezník a podnikatel rovněž pohřben na Košířském hřbitově
- František Lamač (1846–1920), lékárník a starosta Košíř
- Karel Lamač (1897–1952), košířský rodák, filmový režisér a herec
- Jan Procházka (1929–1971), spisovatel a jeden z hlavních protagonistů Pražského jara

## Doprava

### Veřejná
Na dnešní Plzeňské ulici je jedna z nejstarších elektrických tramvajových tratí na území dnešní Prahy. Roku 1896 košířský starosta Matěj Hlaváček zprovoznil soukromou Elektrickou dráhu Smíchov–Košíře. Hlaváček provozoval nejprve od Anděla omnibusovou dopravu a poté nechal za vlastní peníze postavit ve stejné trase tramvajovou trať. Jezdilo se od 6. do 22. hodiny, jízdenky stály mezi třemi a pěti korunami, dělníci měli zlevněné jízdné. Po Hlaváčkově sebevraždě trať v roce 1900 od jeho dědiců zakoupily Elektrické podniky Královského hlavního města Prahy.

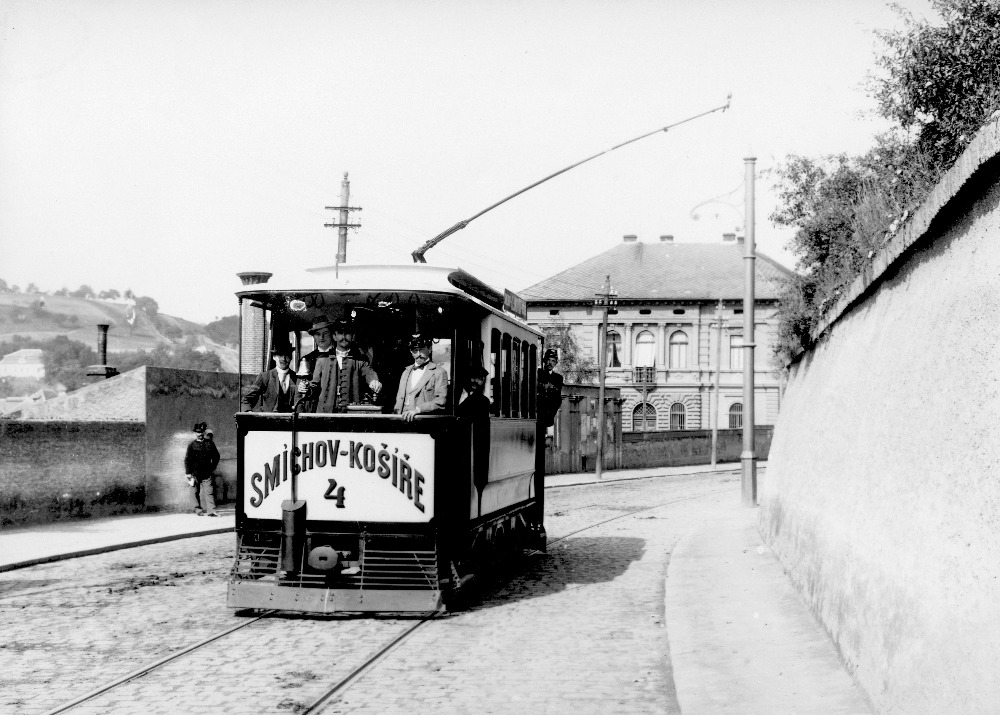
Hlaváčkova tramvaj v Plzeňské ulici (1897)

Veřejná doprava je zajištěna především tramvajemi na trati Anděl – Sídliště Řepy a autobusovou linkou č. 123 a dalšími z terminálu Na Knížecí u stanice metra Anděl. Tramvajové linky vedou ze Smíchova po Plzeňské ulici v celém katastru Košíř. První konečná je Motole na Kotlářce (linka 15) a druhá v Řepích (Sídliště Řepy, linky 9, 10 a 16, noční 98 a 99). V době zahajování a ukončování denního provozu zde projíždějí i další linky do vozovny Motol. Autobusy projíždějí ulicí Plzeňskou (z centra) a ulicí Vrchlického (do centra). Jsou to linky 123 (Na Knížecí – Šmukýřka), 167 (Na Knížecí-Nemocnice Na Homolce) a 191 (Na Knížecí – Dědina). Košíře v severojižním směru protíná linka 149 (Stodůlky – Dejvická). V dnech školního vyučování jezdí jednou denně linka 265 od Stadionu Strahov ke škole ve Weberově ul. a linka 253 od školy Poštovka (Zahradníčkova č.p. 1118/2) do konečné Šmukýřka. Od prosince 2019 je v provozu minibusová linka 153, která od stanice Dívčí hrady přes metro Radlice pokračuje ke Smíchovskému hřbitovu, k Malvazinkám a dále přes Mrázovku a Černý Vrch k tramvajové zastávce U Zvonu. Do oblasti Košíř vjíždí ulicí Na Popelce.
Dopravní podnik hl. m. Prahy, akciová společnost vlastní objekt bývalé Vozovny Košíře (Plzeňská čp. 1315/137). Remisa byla postavena v roce 1902 pro tramvaje, které odtud jezdily do roku 1937. V boční ulici Pod Klamovkou bylo obratiště tramvají. Z pravidelného provozu byla tato vozovna vyřazena v roce 1937 po zahájení provozu vozovny Motol. Potom byla využívána pro opravy trolejbusů (těžká údržba trolejbusů a generální opravy trolejbusů především Tatra 400 a Škoda 8Tr). Trolejbusy zde jezdily mezi roky 1958 a 1972. Kolem vozovny nevedla žádná z trolejbusových linek. Do vozovny vedla pouze manipulační trať, která byla využívána pro dopravu vozů do stanice ve vozovně Košíře. Měřila 1,298 km a vedla ulicí Na Hřebenkách, kde byla jednostopá, a dále ulicemi Podbělohorská a Plzeňská, kde byla trať dvoustopá. 17. listopadu 1958 byla trať uvedena do provozu. V provozu byla tato trať až do konce provozu trolejbusů v Praze 16. října 1972. Potom zde byla otevřena DPHMP Střední průmyslová škola dopravní, a.s. (pobočka Praha 5 – Košíře pro odbornou praxi).  
V roce 2015 byl zveřejněn záměr vybudovat trolejbusovou popř. autobusovou trať v ulici Na Pomezí, která by spojovala Jinonice a Košíře vedoucí po úbočí stolové hory Vidoule. V současnosti je tato komunikace jednosměrná ze směru z Košíř (od ul. Naskové), s případnou rekonstrukci nesouhlasí několik málo obyvatel - restituentů pozemků, kteří rekonstrukci blokují, přestože ul. Naskové je již řadu let stavebně připravena včetně zastávkových zálivů.
Na jižním okraji Košíř vede železniční trať Praha-Smíchov – Hostivice (trať č. 122), která má na území Košíř zastávky Praha–Cibulka a Praha–Stodůlky. Tato část Buštěhradské dráhy, postavená v roce 1872, se pro svůj krajinný charakter nazývá Pražský Semmering. Kulturní nemovitou chráněnou památkou je soubor věcí Buštěhradské dráhy. K němu patří bývalá železniční stanice Cibulka, dnes součástí žel. stanice Praha-Stodůlky, Nad hliníkem čp. 57/2a. Budova již v roce 2019 byla v havarijním stavu.

### Automobilová
Na severním okraji Košíř probíhají dvě významné dopravní tepny: Plzeňská ulice, která zhruba tvoří rozhraní mezi Smíchovem a Košířemi a kterou je zajištěno spojení centra Prahy a Plzně, a ulice Vrchlického, která v části zajišťuje spojení směrem opačným. Obě ulice též spojují západní příměstské oblasti Prahy (Jihozápadní město) s vlastní Prahou. Problémem je dopravní obslužnost celého severního svahu stolové hory Vidoule. Jediným legálním vjezdem z Plzeňské do této oblasti s desítkami vil a bytových domů je Musílkova ulice. Tato oblast je však dopravně "slepá", vyjet z ní je možné zase jen zpět ulicí Musílkovou. Řešením není ani 4 metry široká jednosměrná ulice Na Pomezí, kterou lze uniknout z oblasti do Jinonic. Navíc v úvahách o zavedení trolejbusové popř. autobusové dopravy po ulici Na Pomezí je naznačeno jako vhodné řešení úplné uzavření této komunikace pro veřejnou dopravu.

## Film, umění a literatura
V místě dnešního parku Pod Kavalírkou po první světové válce založil filmový režisér, scenárista a podnikatel, košířský rodák Karel Lamač společně s Antonínem Fenclem (Praga-film) filmový ateliér Kavalírka, druhé stálé plně vybavené profesionální filmové studio na území Československa. Točily se zde němé filmy, dodnes uváděné ve filmové historii. Činnost ateliéru a jeho filmy byly velmi úspěšné a vážně konkurovaly filmům tehdejší společnosti AB. Pro vznik ateliérů byl důležitý rok 1918, kdy sem byl přenesen dřevěný pavilon SVU Mánes z Kinského zahrady později využívaný pro filmování. V dubnu 1926 byl v tomto pavilonu zprovozněn Atelier Kavalírka, kde vznikaly úspěšné němé filmy, např. Falešná kočička Svatopluka Innemanna (1926) či Erotikon Gustava Machatého (1929). Bylo zde natočeno téměř 50 filmů. Provoz košířského ateliéru ale ukončil v říjnu 1929 požár a již nebyl obnoven.

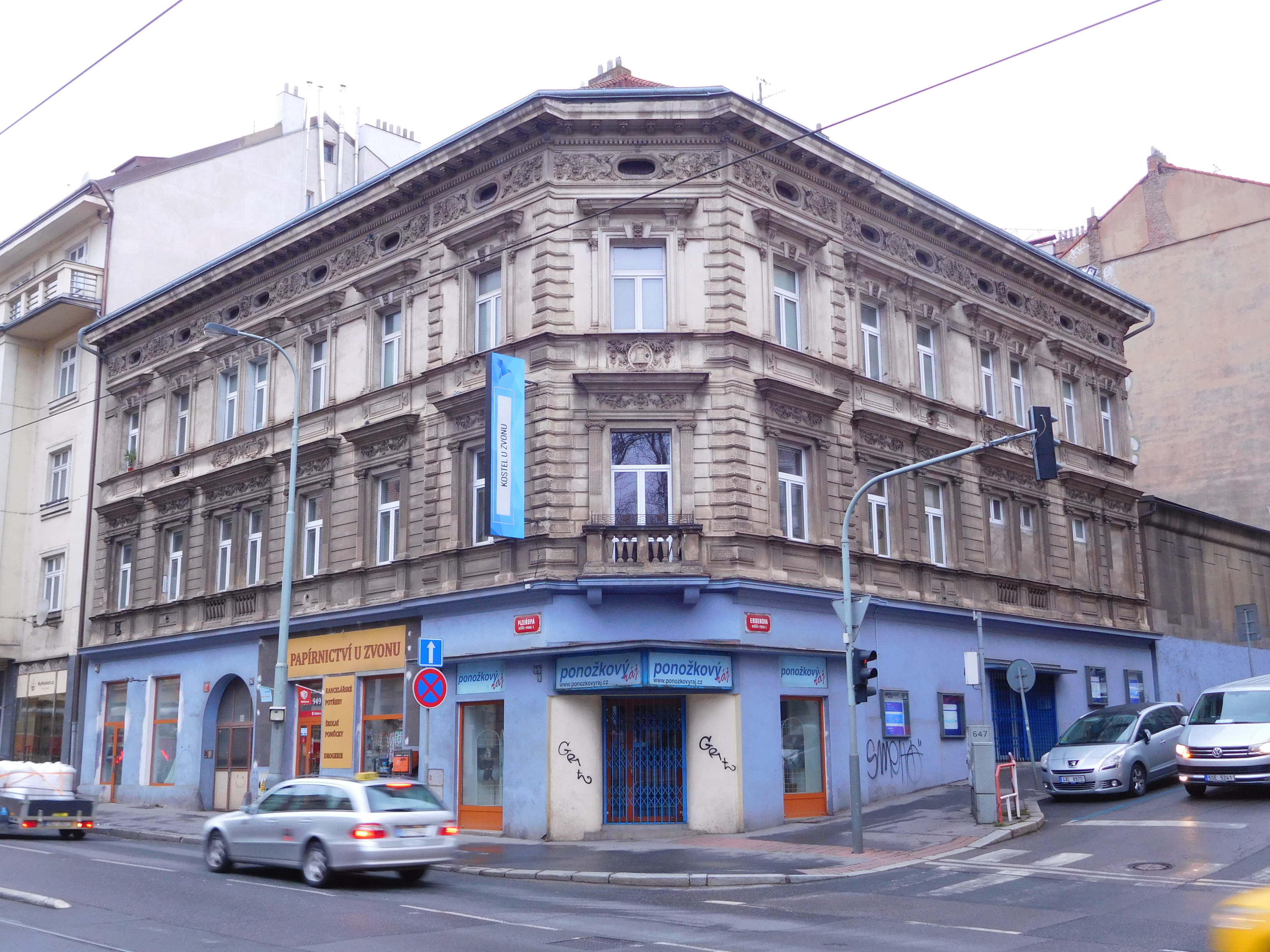
Bývalé kino Zvon, po jeho uzavření Ponožkový ráj v roce 2022 (Plzeňská 74/Erbenova 9)

Ve vile Turbová poblíže křižovatky ulic Vrchlického a Jinonické měl mezi lety 1938 a 1958 pronajatý byt a ateliér Jiří Trnka, zde vytvořil výpravu a natočil většinu záběrů ke svým nejznámějším loutkovým filmům. Zahrada na pozemku v Jinonické ulici (číslo parcely 833/2) sloužila jako inspirace k jeho pohádkové Zahradě.
V Plzeňské ulici čp. 470/76 je Divadlo Orfeus. Je to nezávislý divadelní spolek, který existuje již od poloviny šedesátých let. Svou tvář nalezl v prostředí malých scén a undergroundové kultury a několik let fungoval i jako bytové divadlo. Divadlo představuje neotřelý a svébytný přístup komorní scény. Jeho charakteristický rukopis vychází z originální, většinou divadelní poetiky, založené na syrovosti výrazu a groteskní stylizaci. Je umístěno v bývalém krytu civilní obrany – v suterénu nenápadného košířského činžáku.
První kino, biograf sdružení invalidů, které vzniklo v Košířích, mělo název Zvon podle reliéfu zvonu na fasádě mezi 1. a 2. patrem. Od poloviny 20. let bylo v provozu až do konce 80. let. V "kinosále" v rohovém domě (Plzeňská čp. 130/74, Erbenova čp. 130/9) potom byla prodejna Ponožkový ráj. Druhé kino Centrum (Plzeňská čp. 2576/110) vzniklo v roce 1933, později přejmenované na Kino Na Zámečnici. Činnost ukončilo počátkem 90. let, od roku 2021 bylo obnoveno jako Kino Kavalírka s odkazem na bývalé filmové ateliéry. 
V dnešní ulici Musílkově (dříve Na Košířské Václavce) byl Schmitzerův hostinec, kde prožil dětství a mládí známý divadelní, ale zejména filmový herec Jiří Sovák (Schmitzer). Svou hereckou kariéru začínal jako divadelní ochotník v divadelním sále tehdejšího společenského centra Mlynářka na pomezí Smíchova a Košíř, dnes již neexistujícího, které bylo na Plzeňské ulici u vyústění ulice Holečkovy.
V ulici U Tenisu bydlel spisovatel a politik Jiří Hejda. Dětství a mládí zde prožil zpěvák a herec Karel Štědrý. S Košíři je spjat i herec František Peterka, známý zejména jako pohádkový Krakonoš. V mládí Peterka zápasil v těžkoatletickém klubu Hellas Košíře. V Košířích bydlel též ekonom a prognostik Valtr Komárek a houslista Smetanova kvarteta Jiří Novák.
Jako významné obyvatele z doby pozdější až současné  je  namístě uvést mj. operní pěvkyni Věru Soukupovou, herce a mima Borise Hybnera, Martina, Davida a Rudolfa Hrušínských, divadelního a filmového herce Michala Dlouhého, filmového producenta a herce Ondřeje Trojana, známého a oceňovaného herce Ivana Trojana, zpěváka skupiny MIG21 a herce Jiřího Macháčka a herce Oldřicha Navrátila. 
Ze známých českých režisérů je residentem Vladimír Michálek (Pohádkář, Babí léto, Je třeba zabít Sekala, Zapomenuté světlo či Anděl Exit) a režisér filmových adaptací hudebních a operních děl (Radúz a Mahulena, Rusalka) a baletu Romeo a Julie, držitel ceny Prix Italia za film Bludiště moci, finalista Emmy Awards v USA za film Pod koly osudu a Noc z olova Petr Weigl. Asi nejznámějším režisérem, který bydlel v Košířích, byl držitel filmového Oscara z roku 1966 za nejlepší zahraniční film Jiří Menzel. 
Jako filmová lokace jsou Košíře vidět např. ve filmech: Případ Lupínek (ulice Starokošířská, ulice Vrchlického, Husovy sady); Nemocnice na kraji města (ulice Nad Hliníkem); Sňatky z rozumu (lokalita Kotlářka); Lásky Kačenky Strnadové (ulice Pod Kavalírkou); Pět Mrtvých Psů (tenisové kurty Šmukýřka); roku 1999 se v části Na Cibulkách natáčely Pelíšky.
V květnu 2022 vyšly Košíře mytické a literární; autor knihy, literární historik Martin C. Putna, na jejích stránkách přináší pohled na mytickou a literární tradici čtvrti, ve snaze, aby se Košíře (pro něj i pro ostatní) staly nejen bydlištěm a „přebývadlem“, ale též domovem a údělem; silně tu kritizuje počínání pražských developerů, neboť košířské kopce jsou
| „ | pořád a pořád zastavovány novými projekty develupičskými, ba i v místech, kde zdálo, že už se žádné další domy prostě vejít nemohou. | “ |

Proto vadí Putnovi postupující výstavba, a tak líčí čtvrť jako „krajinu plnou smyslu“.

## Sousedící městské části
- Jinonice
- Radlice
- Smíchov
- Motol